# Nyköping
För andra betydelser, se Nyköping (olika betydelser).
Nyköping är en tätort i Södermanland samt centralort i Nyköpings kommun, residensstad i Södermanlands län och näst största stad i länet, efter Eskilstuna. Nyköping ligger vid den sörmländska kusten där Nyköpingsån och Kilaån rinner ut i Stadsfjärden och Östersjön.

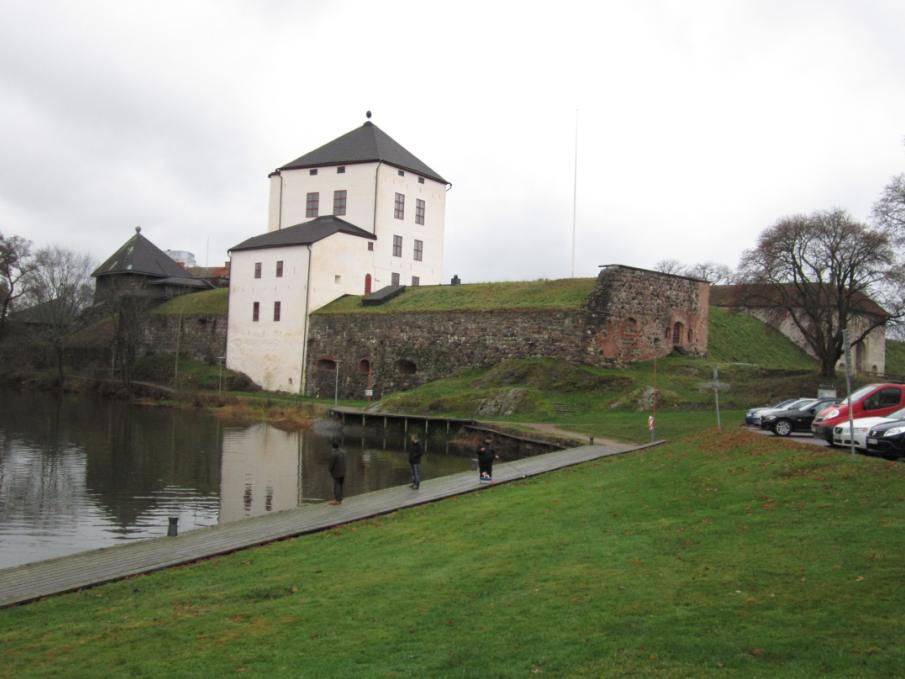
Nyköpingshus, 2013.

Svenska kyrkan har två kyrkor i stadens centrum, Sankt Nicolai kyrka och Alla Helgona kyrka. Båda har funnits sedan 1200-talet.

## Namn
Innan staden fick sitt nuvarande namn tyder arkeologiska fynd som gjordes 1964 på att det ursprungliga namnet kan ha varit Aros, eller möjligen Södra Aros, vilket betyder åmynning. Vid utgrävningar i kvarteret Rådhuset har man funnit myntstampsavtryck på blyband, vilket burit namnet AROS, från tidigt 1200-tal. Att myntstampsavtrycket kommer ifrån Nyköping är troligt eftersom det är en avfallsprodukt som antagligen inte flyttats långt från tillverkningsplatsen.
Namnet Nyköping nämns tidigast på ett mynt från 1230, NVCOPIE, varför man antar att Nyköping redan då var en ort av viss betydelse. Ordet köping tyder på att orten var en viktig handelsplats och med vissa särskilda rättigheter. Myntet påträffades 1961 vid en arkeologisk undersökning i Skänninge All Helgona kloster. 
Det har präglats under Knut Långes regeringstid 1229–34. Myntprägling ägde rum i Nyköping så tidigt som under första hälften av 1200-talet. Myntningen vittnar om Nyköpings betydelse för handeln. Myntningen visar också på att Nyköping redan under 1200-talets första hälft haft en administrativ funktion.

## Historia

### Stenåldern
För ungefär 5 000 år sedan levde en fiskebefolkning på den sandiga sydsluttningen ovanför lasarettet. Havet stod då ungefär 25 meter högre än idag i Nyköpingstrakten. Arkeologerna kallar invånarna för gropkeramiker, eftersom de stora lerkrukor som tillverkades var dekorerade med gropar. Mest användes strandboplatserna under våren, och gropkeramikerna återkom dit år efter år för att fiska och jaga säl. Arkeologer har hittat mängder med matrester och krukskärvor som stenåldersmänniskorna lämnade efter sig.
Under stenåldern ingick de högre belägna partierna omkring Nyköping i ett skärgårdslandskap. Vid Nyköpingsån har man funnit kvarlämningar som har daterats till cirka år 2000 f.Kr. 
Platsen som är belägen vid mynningen av tre vattendrag – Nyköpingsån, Kilaån och Svärtaån – var särskilt betydelsefullt på den tid då längre transporter gjordes med båt. Mer än hälften av de sörmländska vattenvägarna mynnade ut just i staden.

### Järnåldern
I samband med utgrävningarna i kvarteret Åkroken 2010–2011 påträffades ett antal båthus från järnåldern som föregick den äldsta stadsbebyggelsen. Varför dessa uppförts här är oklart, och vilken koppling de har till tidigare aktivitet på platsen. Några järnålderfynd har påträffats inom stadsområdet. Vid utgrävningar i kvarteret Klädeshandlaren har även båtplankor från 900-talet påträffats. Vid Kråkbergets fot, alldeles i utkanten av den senmedeltida staden, fanns tidigare ett gravfält, som beskrivits i skrifter från 1700- och 1800-talet. De är dock inte längre synliga och förstördes troligen i samband med industriverksamhet på platsen i slutet av 1800-talet. I närheten av NK-villan påträffades 1844 en silverskatt omfattande 458 mynt från 900- och 1000-talen, de yngsta myntet härrör från 1042–1066. Vid en forskningundersökning inne på borggården till Nyköpingshus påträffades kulturlager från 1000-talet. På borgens område har även ett vikingatida rundspänne påträffats. I likaså finns enstaka äldre fynd från staden som ett mynt från tiden runt 1000, keramik från 1000-talet, en benplatta från 1000-talet och ett vikingatida ringspänne. I kvarteret Åkroken påträffades även ett dosformigt spänne av gotländsk typ, även det från 1000-talet. En runsten från 1000-talet, Södermanlands runinskrifter 51, finns inmurad i Allhelgonakyrkan i Nyköping.

### Äldre medeltiden
Under 1100-talet uppfördes två kastaler, en vid Nyköpingsåns utlopp i Stadsfjärden som senare kom att byggas ut till Nyköpingshus, och en vid Stora Kungsladugården, kallad Kilakastalen väster om Nyköping.
Orten tros ha fungerat som handelsplats redan under 1100-talet. Det är också från den tid som den äldsta systematiska bebyggelsen härstammar ifrån.
Nyköping bestod under medeltiden nästan uteslutande av träbebyggelse. Gatunätet var annorlunda och endast Vattugränd, som går diagonalt mellan två gator på Väster, kan idag sättas i samband med det medeltida gatunätet. Stadsbebyggelsen var koncentrerad till den västra sidan av ån. Öster om ån var bebyggelsen koncentrerad i området kring Allhelgonakyrkan som då kunde betraktade mer som en by, ej som stadsdel.
Nyköping var en av de få platser där importhandel bedrevs, bland annat med Lübeck. Bosatta tyskar utgjorde emellertid endast ett obetydligt inslag. Det är möjligen också förklaringen till att träbebyggelsen så länge kom att dominera Nyköping. Åmynningen var under medeltiden en av de viktigaste svenska Östersjöhamnarna över vilken exporterades en del av Bergslagens produkter.

### Folkungatiden
Bjärköarätten anses ha varit i bruk i Nyköping innan Magnus Erikssons stadslag infördes under mitten av 1300-talet.
Obestyrkta uppgifter pekar ut 1260 som tidpunkten då Nyköping fick sina första stadsprivilegier. Då fanns i staden en kunglig borg, mynthus, kyrka (åtminstone från 1280 två) och franciskanerklostret Nyköpings konvent (sedan 1280). Detta innebar att stadsbefolkningen var starkt differentierad.
Under 1200-talets slut och 1300-talet kom Nyköping att spela en viss rikspolitisk roll. Under medeltiden inträffade flera riksmöten och krigshändelser i staden. Nyköpingshus öden kom i politiskt-administrativt hänseende att i viss mån bli stadens. Det är okänt när slottet Nyköpingshus uppfördes, men hertig Magnus Ladulås förde där de förhandlingar som innebar att svenska kronan fick kontroll över Visby. På slottet satt även Valdemar Birgersson fången och dog år 1302. 
År 1317 inträffade det så kallade Nyköpings gästabud där hertigarna Erik Magnusson och Valdemar Magnusson fängslades av sin bror kung Birger och senare avled. 
Under Albrekt av Mecklenburgs tid innehades slottet av den tyske riddaren Raven van Barnekow och senare Bo Jonsson (Grip). Bo Jonssons närvaro bidrog till att göra Nyköping till en av de viktigaste orterna i riket. Över huvud taget var det betydelsefullt för inrikespolitiken vem som innehade slottet och Nyköpings län, varför de styrande i riket hela tiden stämde efter att som länsherrar i Nyköping endast ha betrodda män ur sin egen krets.

### Kalmarunionen
På Nyköpingshus undertecknades den 20 september 1396 Nyköpings recess vilket är en av de viktigaste historiska händelserna under medeltiden i Norden och var en förutsättning för bildandet av Kalmarunionen året efter. I början av 1400-talet var danskarna Niklis Jönsson Svarte Skåning, Arendt Styke, väpnaren Björn Pedersson och Albert Styke fogdar på slottet fram till Engelbrektsupproret. År 1516 stormades Nyköpingshus av Sten Sture den yngre och den 24 december 1521 intogs slottet av Gustav Vasa. 
Nyköpings äldsta bevarade privilegiebrev härstammar från 1444 och gäller tillgång till öar i skärgården.

### Äldre vasatiden

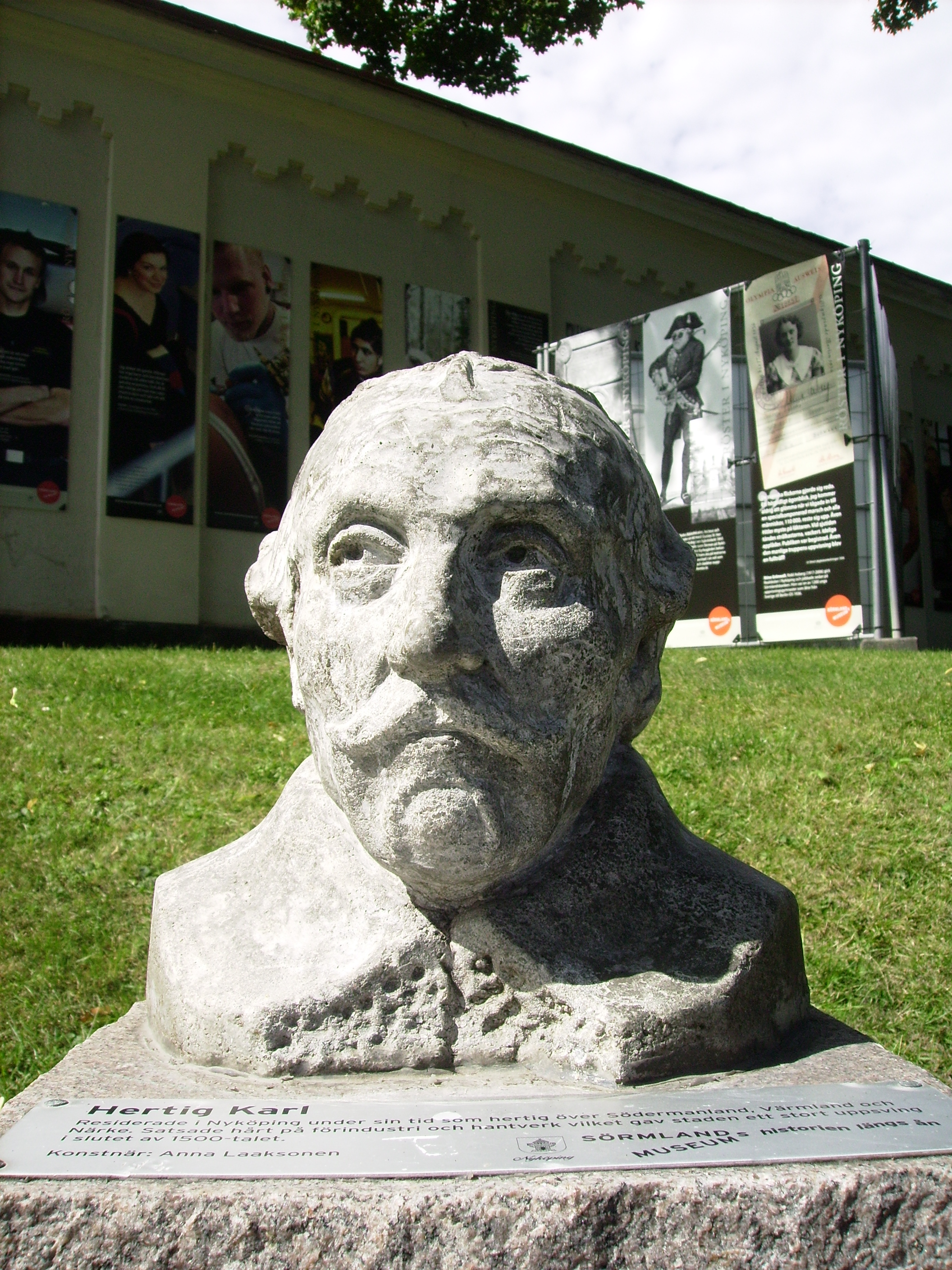
Anna Laaksonens byst av Karl IX utanför Sörmlands museum

Under den äldre vasatiden skedde inga större förändringar i Nyköping. Under Gustav Vasas tid satt det fogdar på Nyköpingshus. Gustav Vasa lät rusta upp slottet och lade också en flottstation i Nyköping.
År 1568 övertog hertig Karl skötseln av sitt hertigdöme. Hans förvaltning av hertigdömet följde den europeiska merkantilismens mönster. Han grundade nya städer och ivrade för deras blomstring. Särskilt gynnad var hans residensstad Nyköping. Han styrde ekonomin på sina slott och gårdar i detalj genom ett trettiotal fogdar, som hade att avlägga räkenskap inför kammaren i Nyköping. Kammaren var uppdelad som rikets kammare mellan räkne- och räntekammaren. 
Den viktigaste tjänstemannen under hertigen var Karls kamrer i Nyköping, som 1568–85 var Nils Nilsson. Kammaren skötte de lokala finanserna och fungerade som en samlad kassa för hertigdömet. Hertig Karl följde Gustav Vasas modell med personligt ingripande i lokalförvaltningen.
Hertigen lät inrätta flera industrier, främst inom järnframställning, men även för tillverkning av vapen, mässing, glas och kläde. Han anlade också ett skeppsvarv. Storhusfallen byggdes ut, sågar, kvarnar och smedjor anlades efter ån. Sankt Anne masugn anlades 1594.
År 1573 fanns det 81 borgare i Nyköping; år 1584 hade antalet borgare ökat till 168. Den totala befolkningen har beräknats till mellan 1 350 och 1 700 år 1582. Staden var störst i hertigdömet och administrativt centrum. Längst tid på året vistades hertig Karl i Nyköping fram till 1590, följt av Örebro och Gripsholms slott.
Karl IX residerade på slottet som hertig och gifte sig med Kristina av Holstein-Gottorp där 1592. Under 1600-talet befästes slottet ytterligare. Söder om Allhelgonakyrkan låg slottets stora trädgårdar. Efter Karl IX:s död 1611 ärvdes hertigdömet av hans yngste son, den minderårige Karl Filip. Änkedrottningen Kristina kom att styra hertigdömet. Efter sonens och drottningens död återbördades hertigdömet och Nyköping till kronan 1625.

### 1600-talet

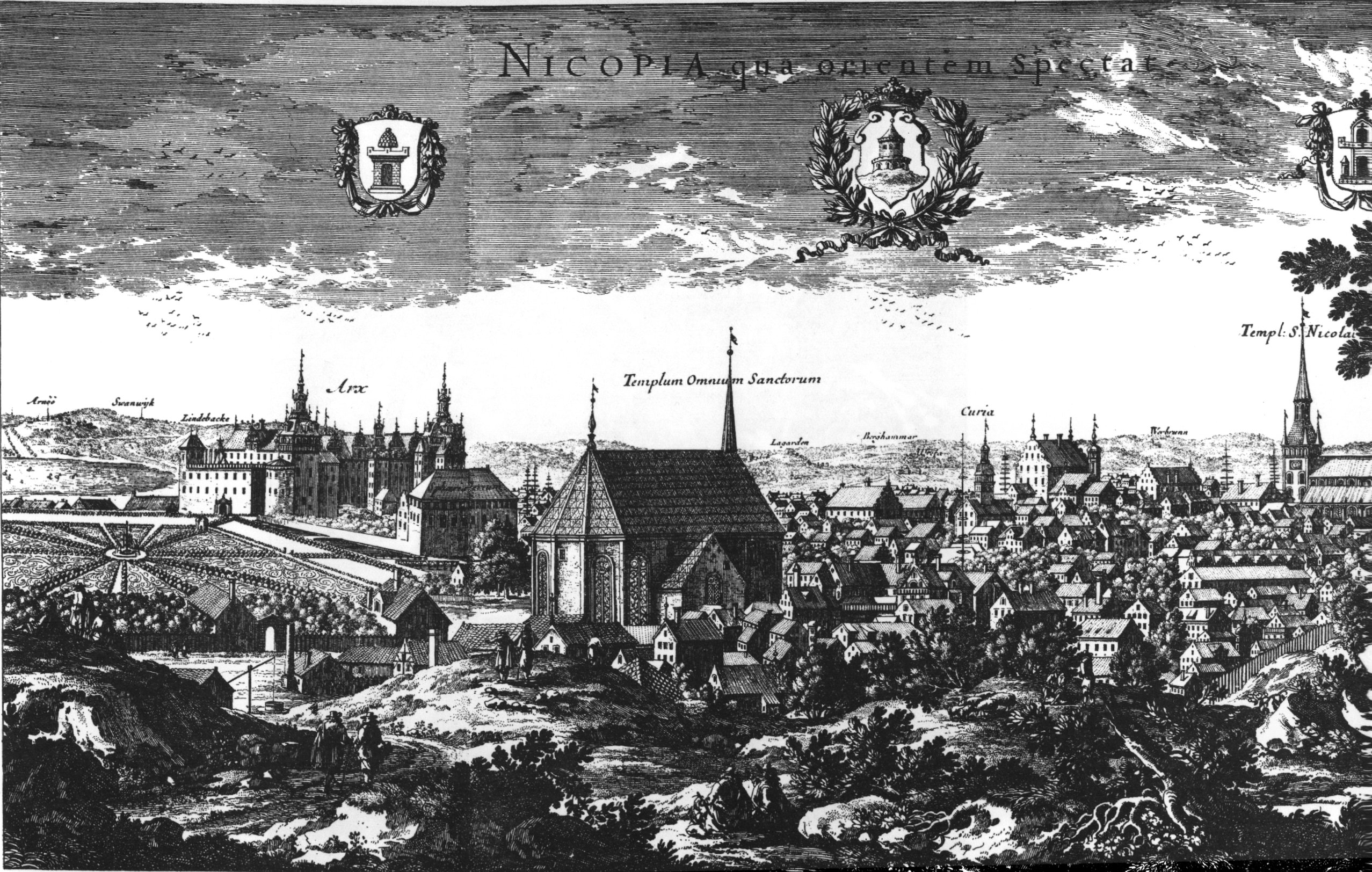
Nyköping 1690 ur Suecia antiqua et hodierna.

Några stenhus uppfördes i Nyköping under 1600-talet, bland annat Joachim Danckwardts hus (på nuvarande stadshusets plats). I Suecia antiqua et hodierna framgår tydligt slottets, kyrkornas och de få stenhusens överväldigande dominans i stadsbilden. Träbebyggelsen drabbades av brand 1632 och den 1 juli 1665; förstördes stadens båda kyrkor samt alla broar. Hela Vasatidens pompa förstördes då i Södermanlands största eldkatastrof.
År 1665 brann även Nyköpingshus, som reparerades nödtorftigt, men delar av murarna revs och användes vid bygget av Stockholms slott.
Den äldre stadsplanen var mycket oregelbunden med krokiga gator och oregelmässiga torg. I det äldre gatusystemet ingick tre torgbildningar. Stadsplanen från 1665 är mycket regelbunden, dess enformighet bryts av den slingrande Nyköpingsån och den på sina ställen kuperade terrängen. Planen kännetecknas av en öst-västlig orientering genom Storgatan som skär rakt genom staden med Stora torget som centralpunkt.
I en jordebok från 1674 (original förvaras på Lantmäteriet i Gävle) finns en förteckning över stadens invånare.
Den äldsta kartan över Nyköping är från 1665–68.
Under 1600–1700-talen gick stadens ställning som sjöfartsstad förlorad medan hantverket kom att spela en större roll.

### 1700-talet

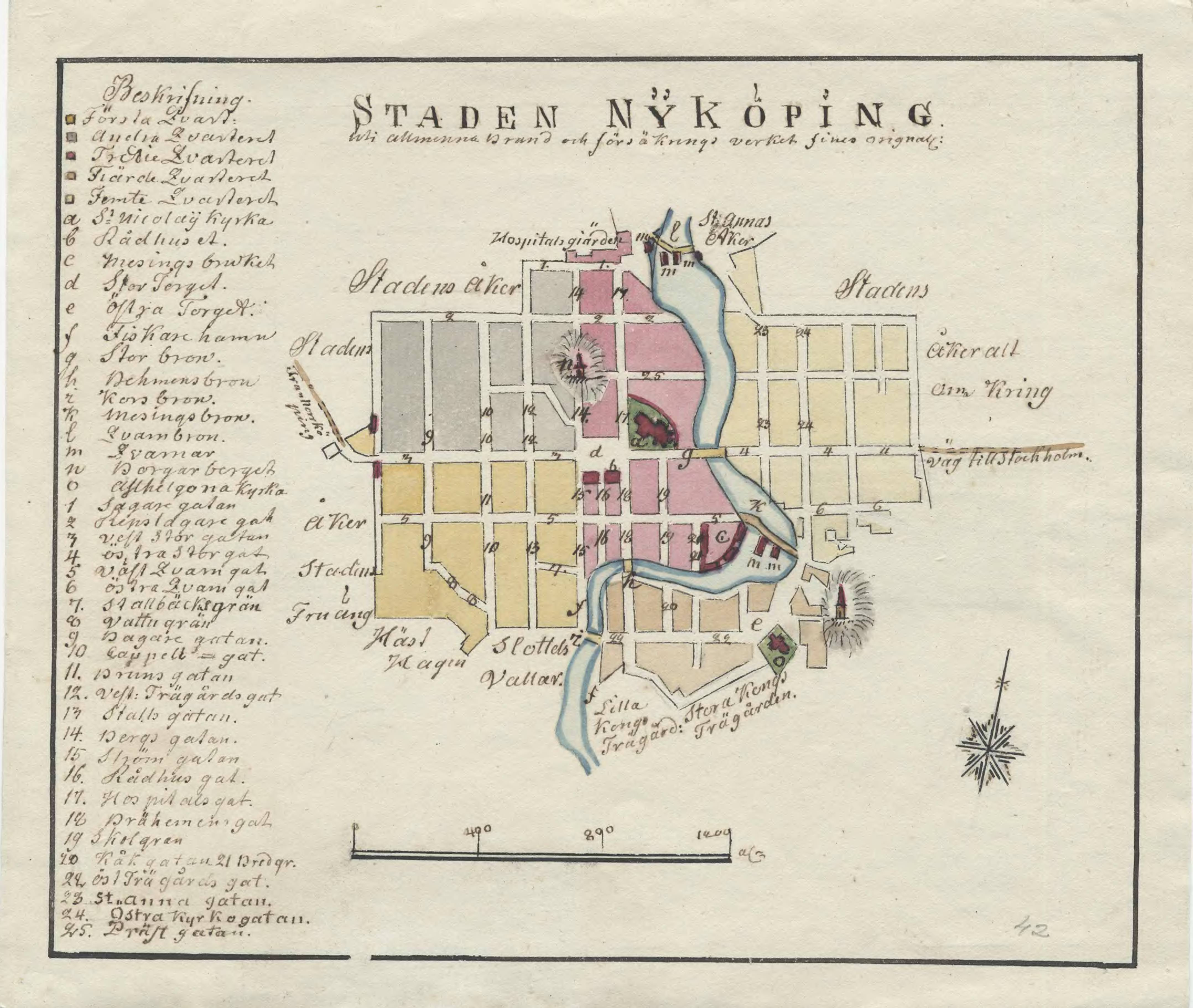
Karta över Nyköping från 1790-talet

Efter anfallet av en rysk galärflotta den 24 juli 1719 brändes nästan hela staden ned. Det enda som stod kvar i västra stadsdelen var klockstapeln på Borgarberget, S:t Annae kvarn, Kungstornet vid Nyköpingshus samt en liten gård. På östra sidan om Nyköpingsån förstördes allt utom Alla Helgona kyrka och några gårdar i dess närhet samt den stora slottsträdgården.
Återuppbyggnaden skedde med statens hjälp; 1665 års stadsplan ändrades ej nämnvärt. Stenhus uppfördes, varav Westlingska gården i kvarteret Polisen vid Stora torgets östra del, hörnhuset Borgaren 12 vid Stora torgets västra del, Hellmanska gården, Rostadiusgården, Sörmlandsbanken 1 och Gripen 1, hörnet av Västra Storgatan och Trädgårdsgatan och fastigheten Gripen 20 ännu står kvar. Huvudparten av staden byggdes emellertid i trä. Efter branden byggdes också ett länsresidens på gamla rester av slottsmurarna – Gamla Residenset. Det stod klart 1726 men användes bara som residens fram till 1760. Ett av husen som byggdes användes dock av landshövdingen fram till 1800-talet.
Nyköpings utveckling under 1700-talet kännetecknas av ett industriellt uppsving, allt medan handeln gick kräftgång. Pappersbruk, klädesmanufaktur, stoff- och silkesmanufaktur, tobaks- och snusfabriker och sockerbruk etablerades. Arbetskraften utgjordes av inflyttade tyskar. Vid 1760-talets mitt upplevde manufaktur en kraftig nedgång. Den dominerande gruppen bland Nyköpings borgerskap utgjordes av hantverkarna, särskilt under byggnadsperioderna efter rysshärjningarna. År 1749 hade staden 2 200 invånare.

### 1800-talet

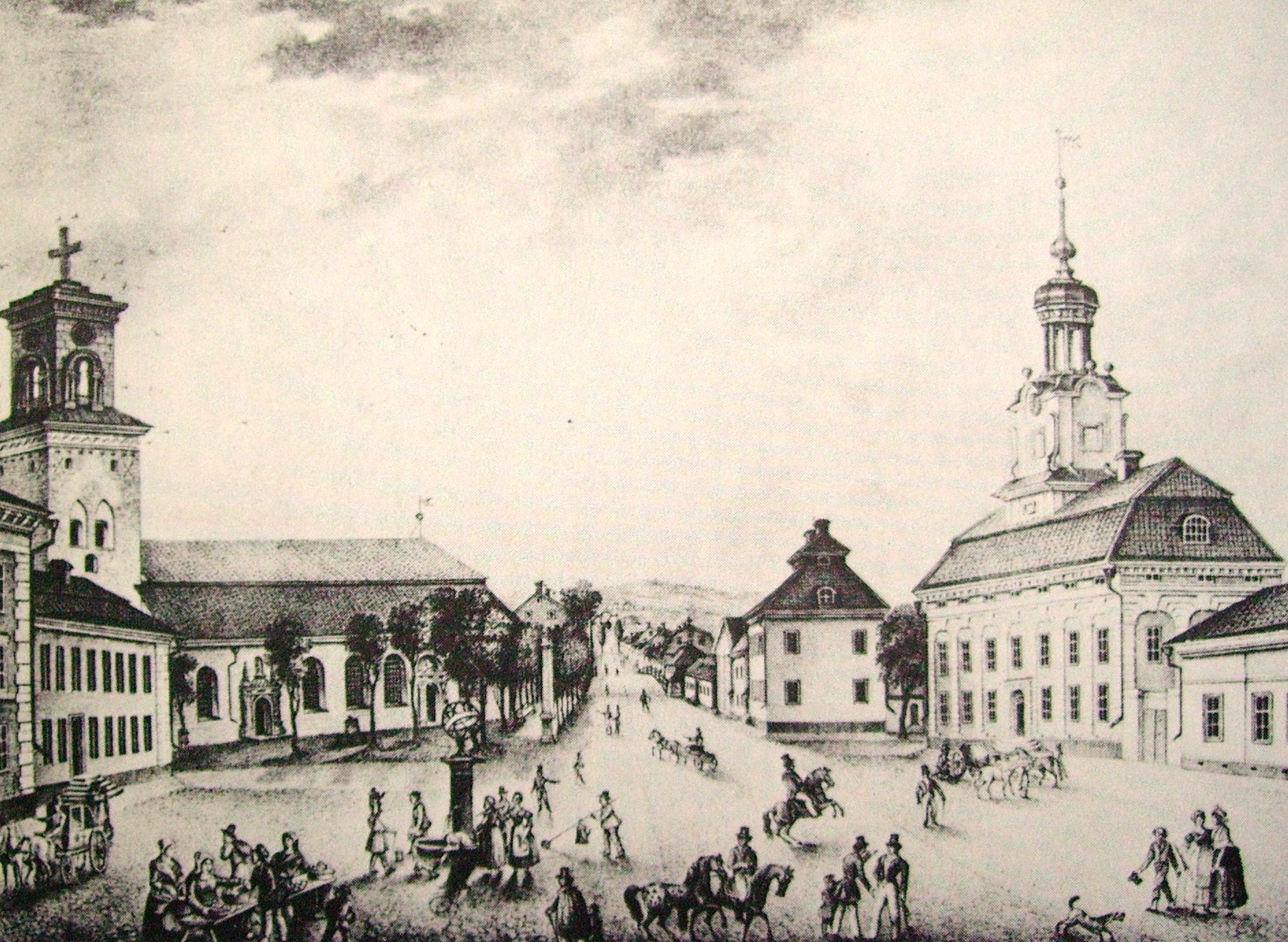
Stora torget. Gravyr av Elias F. Martin (1840-talet)

Under 1800-talets första decennier florerade industrin åter. På 1830-talet var Nyköping en av få städer i Sverige där fabriksarbetarnas antal översteg borgarnas. Textil- och pappersproduktionen samt stångjärnsbruken var ledande. År 1831 grundades en mekanisk verkstad i anslutning till bruket. Nyköpings Bruks- och Faktoribolag utvecklade sig till en storindustri. 
År 1860 var invånarantalet uppe i 4 784 personer. År 1866 lades bruket ner, varefter även invånarantalet minskade. Verksamheten vid bruket och den tillfälliga folkökningen hann aldrig påverka bebyggelsen nämnvärt, såsom nybyggnation.
På grund av landhöjningen har hamnen och infartsleden blivit allt grundare, och sedan Oxelösund-Flen-Västmanlands järnväg stod färdig 1877 har Oxelösund till stor del övertagit den roll av hamn och malmexportort som Nyköping förut spelade.
Nyköping började snart expandera igen, 1872 grundas AB Periodens bomullsspinneri, Wedholms AB började sin tillverkning av mjölkkannor år 1879, följt av AB Fors ullspinneri (1886) och AB Skandinaviska Glödlampsfabriken (1897).
År 1877 anslöts Nyköping till järnvägslinjen Eskilstuna–Flen–Oxelösund. Statsbanelinjen Nyköpingsbanan drogs 1913–1915 via Nyköping och vidare söderut mot Norrköping.

Karta över centrala Nyköping från 1888

### 1900-talet

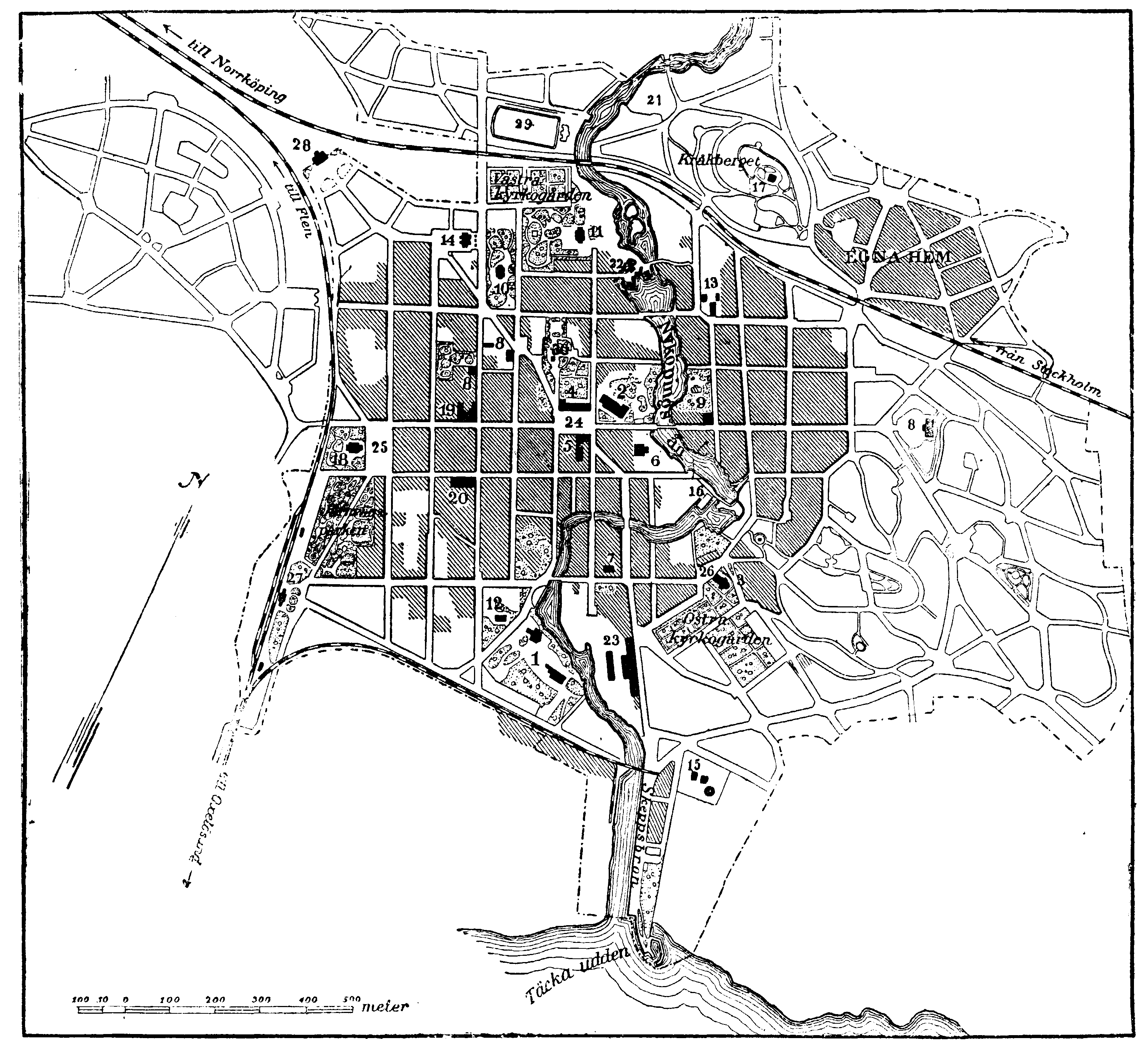
Karta över Nyköping, ur Nordisk familjebok 1914.

I och med industrialiseringen under 1800-talets slut kom Nyköping att expandera, men det var först på 1950-talet som bebyggelsen till slut kom att överskrida den ram som 1665 års stadsplan utgjort. Stora bostadsområden tillkom i stadens ytterkanter.
I Nyköping grundades NK:s verkstäder år 1904 och år 1910 hade staden 9 810 invånare. Detta ledde till bostadsbehov; i nordvästra delen av Nyköping började man byggnation. I början av 1910-talet byggdes Järna–Norrköpings järnväg med station i Nyköping, idag en del av södra stambanan. Vid 1900-talets början anlades det första egnahemsområdet.
År 1920 livnärde sig 53,7 procent av Nyköpings befolkning av industri och hantverk, 20,8 procent av handel och samfärdsel, 7,9 procent av allmän tjänst och fria yrken, 5,4 procent av husligt arbete och 3,5 procent av jordbruk och binäringar. 
År 1937 bildades Aktiebolaget Nyköpings Automobilfabrik (ANA) som ett dotterbolag till Nordiska Kompaniet (NK). Industriföretaget Wedholms AB flyttade 1948 från Kungsgatan till sina nuvarande lokaler på Blommenhovsvägen norr om järnvägen.
Under 1950-talets början anlade AB Atomenergi en anläggning med flera kärnkraftsreaktorer för forskningsändamål i Studsvik utanför Nyköping. Den första reaktorn att tas i drift var R0 (reaktor) den 25 september 1959. Företaget har sedermera bytt namn och är nu känt som Studsvik AB.
Nyköpings Stadshus som ligger vid Stora Torget mitt i centrum uppfördes 1962–1969. Byggnaden ritades av Jean-Jacques Baruël och Paul Niepoort.
År 1987 firade staden 800-årsjubileum. Detta uppmärksammades bland annat med en uppsättning av baletten "Nyköpings Gästabud – Kampen om kungakronan" av den kända dansösen och koreografen Birgit Cullberg.
Flottiljstaden
Mellan 1941 och 1980 fanns Södermanlands flygflottilj (F 11) förlagd till Nyköping, vilken var Sveriges enda renodlade spaningsflygflottilj. Den var grupperad på Skavsta. Dessutom fanns från 1963 Artilleriflygskolan (senare Arméflygskolan), ursprungligen lokaliserad till Brandholmens flygplats, 1984 flyttad till Skavsta, och ett par år senare flyttad till Malmens flygplats med det nya namnet Östgöta arméflygbataljon (AF 2).
| Förbandskod | Förbandsnamn                   | Aktivt    | Kommentar                                            |
| ----------- | ------------------------------ | --------- | ---------------------------------------------------- |
| ArtflygS    | Artilleriflygskolan            | 1963-1980 | Omorganiserades 1980 till Arméflygskolan.            |
| ArméflygS   | Arméflygskolan                 | 1980–1985 | Verksamheten överfördes 1985 till Malmens flygplats. |
| F 11        | Södermanlands flygflottilj     | 1941-1980 | Avvecklades i samband med försvarsbeslutet 1977      |
| FV UndS     | Flygvapnets underrättelseskola | 1973-1981 | Omlokaliserades 1981 till Bråvalla flygflottilj      |

### 2000-talet

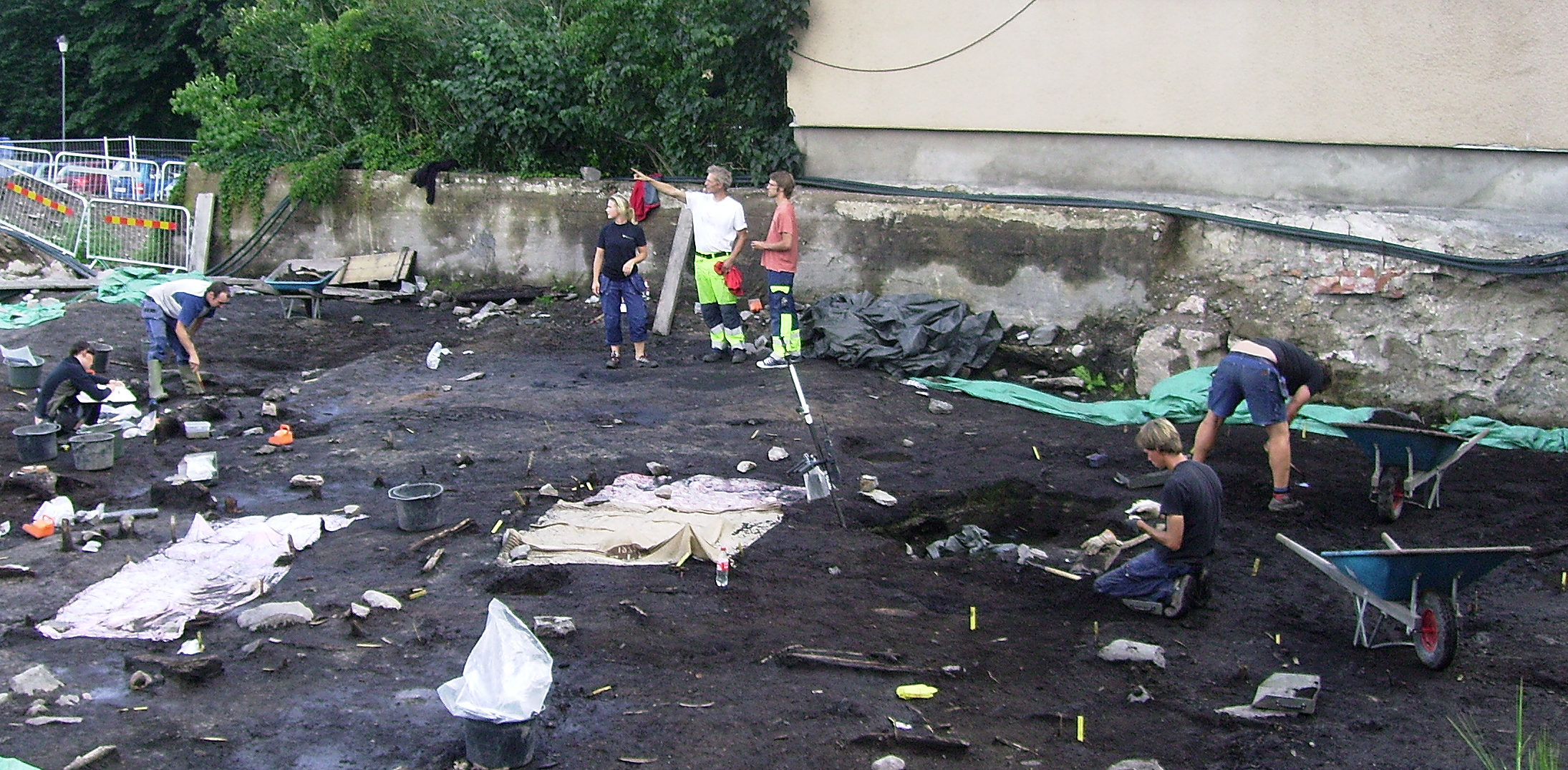
Arkeologiska utgrävningar i kvarteret Åkroken, 2010

Den 5–6 maj 2001 arrangerades i Nyköping ett EU-toppmöte av dåvarande utrikesministern Anna Lindh.
Under 2010 och 2011 utfördes arkeologiska utgrävningar i kvarteret Åkroken med anledning av att kommunen planerar för ny bebyggelse inom området. Tidigare undersökningar har visat att platsen innehåller omfattande lämningar från medeltiden. Bearbetningen och analysen av materialet pågick fram till 2013. Undersökningarna har koncentrerats på perioden från den stora stadsbranden 1665 och bakåt i tiden. Första etappen av byggnationen beräknas bli klart under våren 2015.
År 2017 firade staden 700 år sedan Nyköpings gästabud och detta uppmärksammades som Gästabudsåret 2017 med ett stort antal evenemang. Bland annat arrangerades Scandinavian Street Music Festival, Swedish Beach Tour och Nyköping Pride. Nyköpings Festdagar utökades även till en hel vecka.

### Administrativa historik

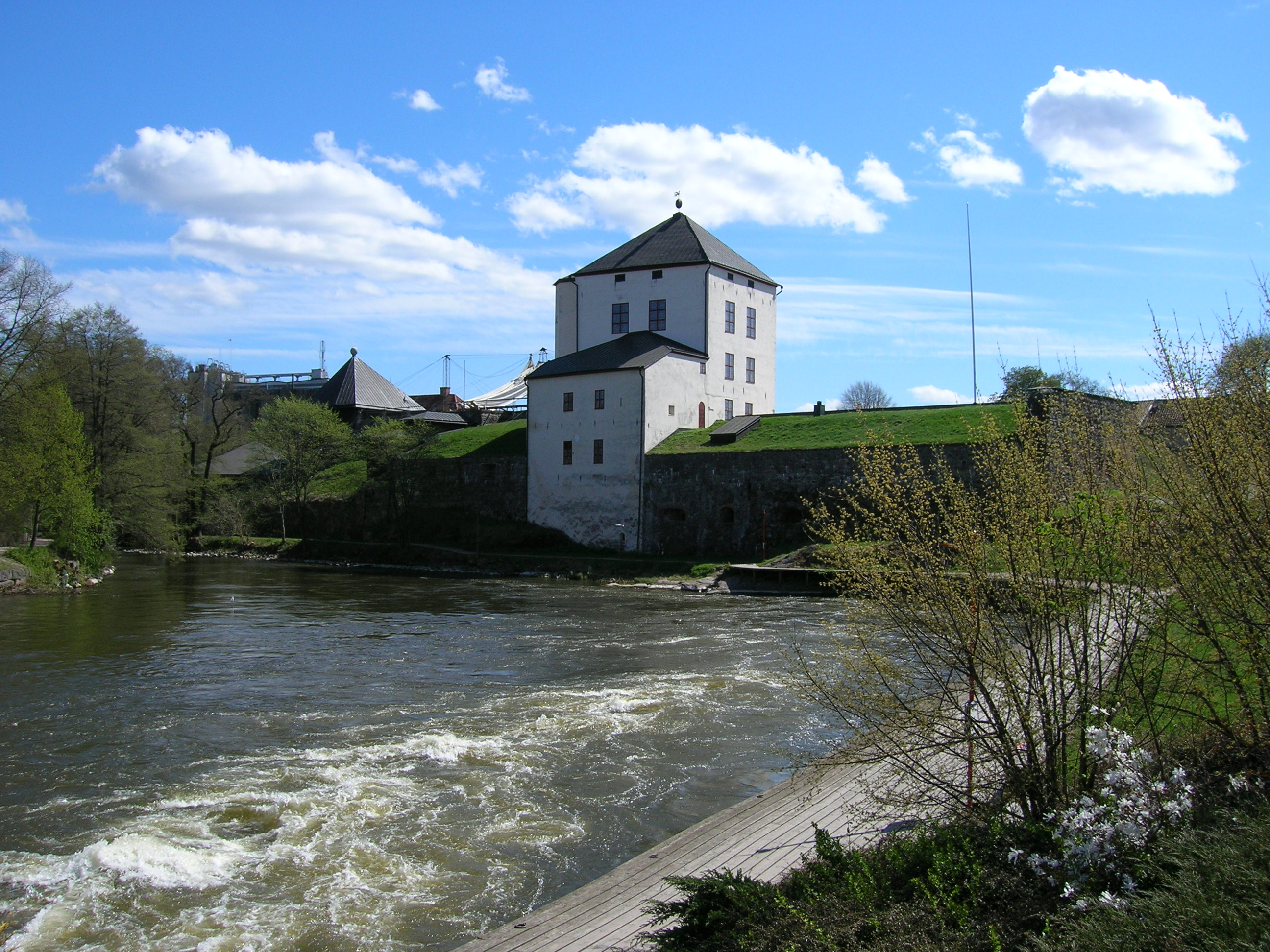
Nyköpingshus vid Nyköpingsån med Fiskbron (Återbärsbron) till höger

Nyköpings stad ombildades vid kommunreformen 1862 till en stadskommun. Bebyggelsen kom att också sträcka sig in i den angränsande socknen Sankt Nicolai socken. 1950 delades denna socken och landskommun där delar sedan 1952 uppgick i stadskommunen. 1969 införlivades också Svärta socken/landskommun. 1971 uppgick stadskommunen i Nyköpings kommun med Nyköping som centralort.

Karta över centrala Nyköping från 1870

Orten ingick till 1971 i domkretsen för Nyköpings rådhusrätt. Sedan 1971 ingår Nyköping i Nyköpings tingsrätts domsaga.
I kyrkligt hänseende har Nyköping historisk hört till Nyköpings östra församling, Nyköpings västra församling och Nikolai församling där de två senare 1953 bildade Nyköpings Sankt Nicolai församling. Nyköpings östra församling uppgick 1989 i Nyköpings Alla Helgona församling. Församlingarna sammanlades 2014 i Nyköpings församling.

## Ekonomi och infrastruktur

### Infrastruktur

#### Transporter

Europaväg E4

Vid Nyköping passerar motorvägen E4:an. Ett karaktäristiskt inslag på denna motorväg utgörs av rastplatsen Nyköpingsbro som ligger strax väster om Nyköping och som består av en broliknande byggnad som är byggd över själva motorvägen. Motorvägen är den huvudsakliga vägen för att ta sig till Stockholm, Södertälje och Norrköping, medan det finns avfarter till mindre vägar som leder till Trosa, Gnesta och Kolmården längs vägen.
En viktig väg till/från Nyköping är Riksväg 53 mellan Oxelösund och Eskilstuna. Den består av motorväg mellan Nyköping och Oxelösund, men håller lägre standard mellan Nyköping och Eskilstuna, en sträcka som är cirka åtta mil.
Riksväg 52 går från Nyköping till Örebro via Katrineholm. Det är cirka 14 mil mellan Nyköping och Örebro, där Katrineholm passeras efter sex mil. För att komma till Flen finns en avfart strax efter kommungränsen nära tre mil norr om Nyköping, där 52:an delar sig i två. Sträckan mellan Nyköping och Vrena i kommunens norra del, nära 25 km norr om centrum, har en bred vägmarginal och lämpar sig väl för landsvägscykling. Det finns även officiella cykelvägar med belysning till såväl Oxelösund som tätorterna Enstaberga och Sjösa, en mil respektive fem kilometer ifrån Nyköping. 
Bland övriga vägar finns den gamla E4:an som går längs Kilaån genom kommunens västra delar förbi Jönåker, samt öster om Nyköping igenom skogen i riktning Tystberga. Dessutom är vägen till Nävekvarn och Bråviken noterbar, samt vägen mellan Nyköping och Mariefred som passerar Runtuna i kommunens nordliga delar samt kustvägen till Trosa som passerar Sjösa och naturreservatet Stendörren.
Nyköpings kommun ingår tillsammans med Oxelösunds kommun i en gemensam kollektivtrafikzon och bedrivs av Sörmlands kollektivtrafikmyndighet under namnet Sörmlandstrafiken.  
| Linje | Från           | Via                                   | Till           |
| ----- | -------------- | ------------------------------------- | -------------- |
| 1     | Harg           | Bussterminalen                        | Bryngelstorp   |
| 2     | Brandkärr      | Bussterminalen                        | Arnö           |
| 3     | Bussterminalen | -                                     | Brandholmen    |
| 164   | Bryngelstorp   | Brandkärr - Harg - Oppeby - Vc Åsidan | Bussterminalen |
| 515   | Bussterminalen | Nyköping C                            | Skavsta        |
| 602   | Harg           | Brandkärr                             | Tessin         |

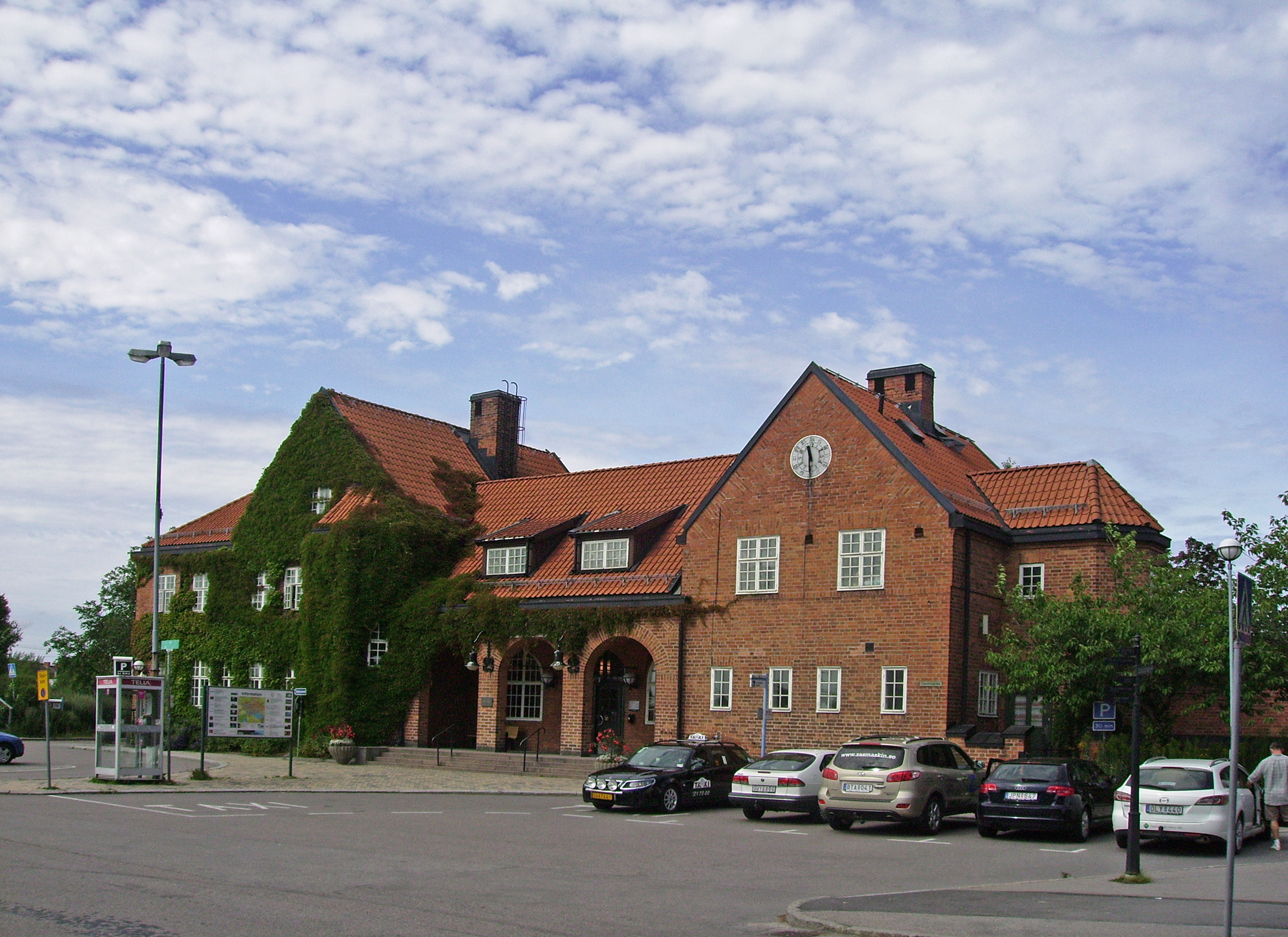
Nyköpings järnvägsstation

Järnvägsstationen vid Nyköpingsbanan är belägen i stadens nordvästra hörn. Arkitekten Per-Olof Hallman upprättade ett stadsplaneförslag för stadsdelen, vilken bearbetades av Ragnar Östberg. En gata skulle löpa diagonalt från järnvägsstationen till Stora torget. Men planen genomfördes aldrig till fullo; nuvarande Borgargatan som stannar vid Gamla tingshuset (ritad av Carl Westman) är allt som kom till stånd av diagonalgatan. Huvudparten av området bebyggdes på 1930-talet.
Ett nytt Resecentrum planeras strax öster om den nuvarande stationsbyggnaden, intill korsningen Brunnsgatan / Södra bangårdsgatan.
Ostlänken är en planerad snabbjärnväg som ska byggas från Järna, via Vagnhärad, Nyköping och Skavsta, vidare mot Norrköping och Linköping.

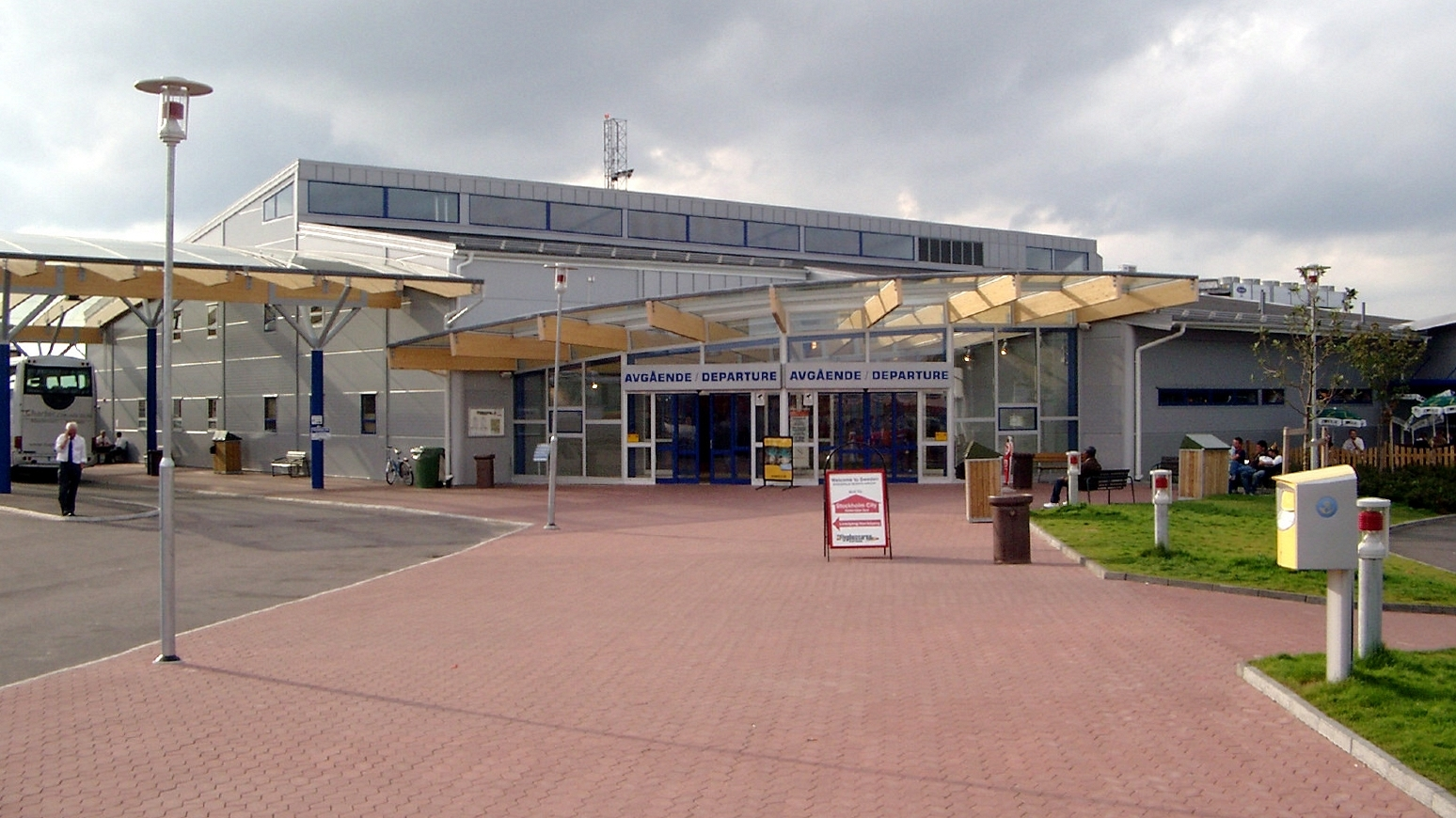
Stockholm Skavsta Airport

Det före detta flygflottiljsområdet tillhörande Södermanlands flygflottilj (F 11) har sedan 1984 omvandlats till Stockholm Skavsta Flygplats. Flygplatsen är belägen cirka 7 km från Nyköpings centrum och cirka 10 mil från Stockholm och räknas som en av Stockholms fyra flygplatser vid sidan om Arlanda, Bromma och Västerås.

### Näringsliv
Nyköpings sparbank grundades 1832. Den gick samman med Oppunda härads sparbank år 1991 under namnet Sörmlands Sparbank och verkar fortfarande som en fristående sparbank.
Södermanlands enskilda bank grundades i Nyköping år 1867 och tog då över Filialbankens i Nyköping, som grundat 1858. Redan innan denna bank grundades hade Mälareprovinsernas enskilda bank ett avdelningskontor i Nyköping. Under 1900-talet tillkom kontor för Östgöta enskilda bank och Kreditbanken/PKbanken. Sörmlandsbanken tog över av Skandinaviska banken år 1945 och blev senare en del av SEB. De andra bankerna uppgick i Handelsbanken, Danske Bank respektive Nordea.
Danske Bank lade ner kontoret den 1 mars 2017. Därefter fanns SEB, Handelsbanken, Nordea och sparbanken kvar i staden.

#### Utbildning

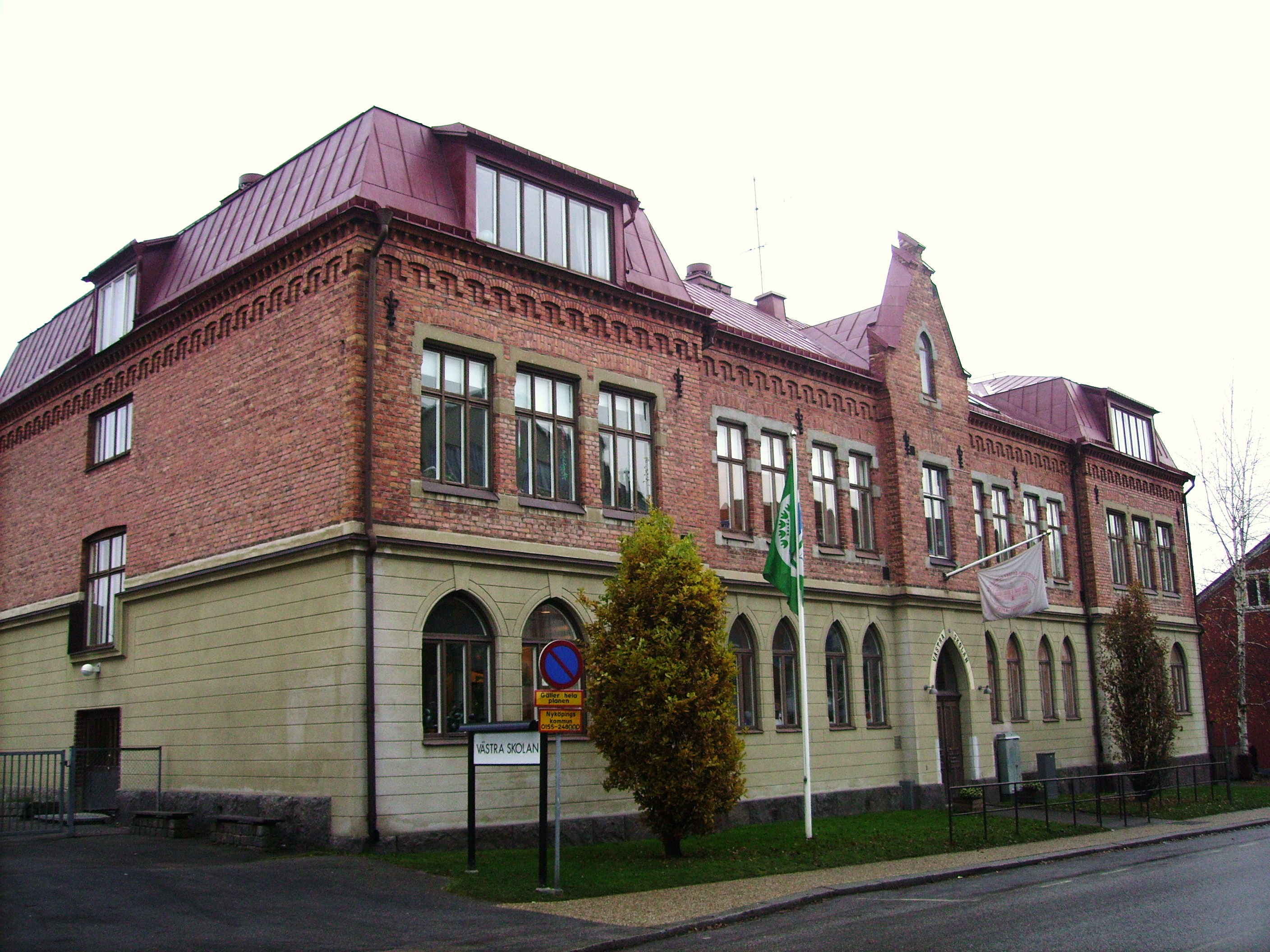
Västra skolan.

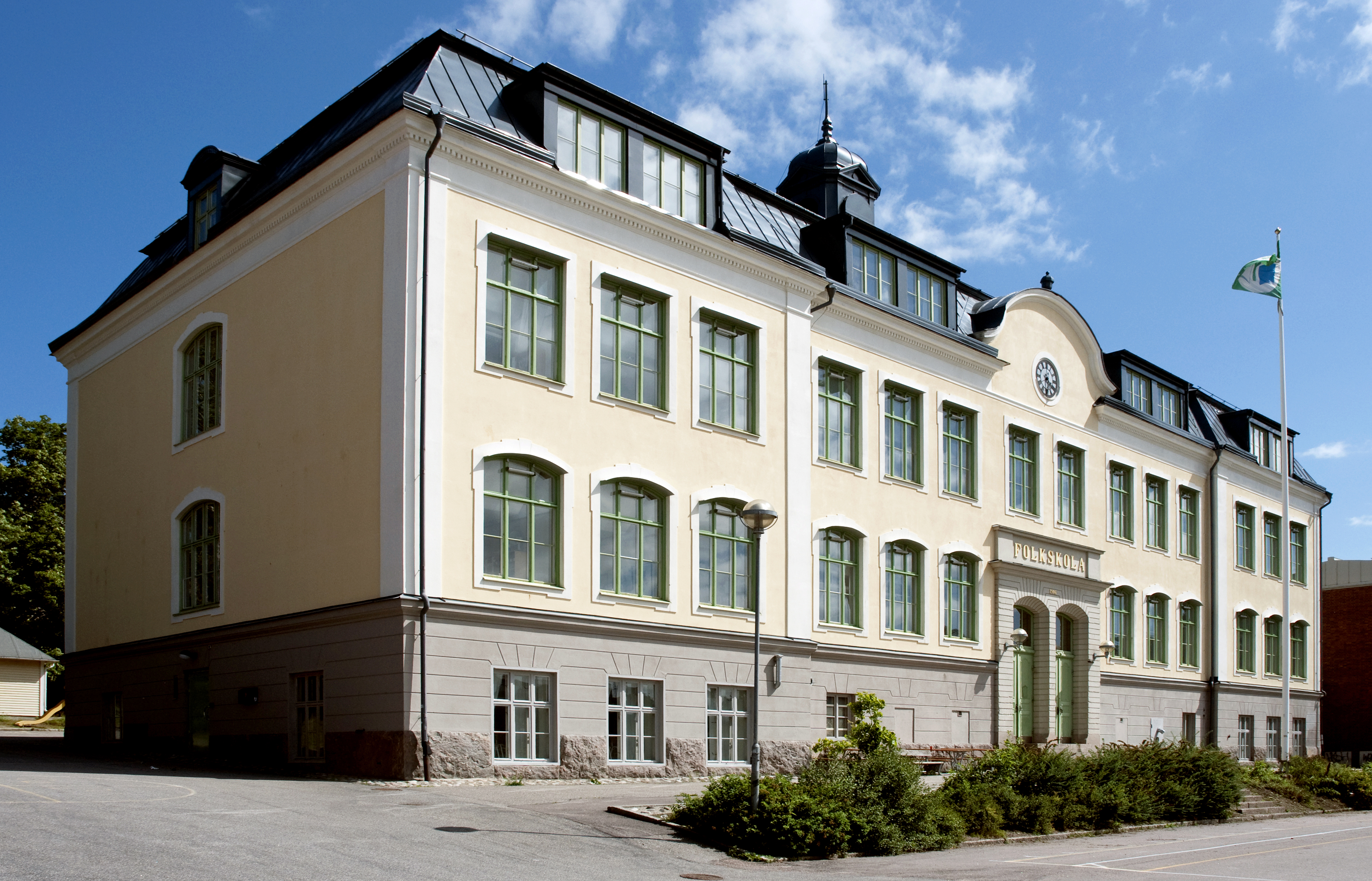
Östra skolan invigdes 1909.

Förteckningen gäller kommunala skolor och friskolor i Nyköpings tätort.

##### Grundskolor
| Skola                         | Årskurser | Regi     |
| ----------------------------- | --------- | -------- |
| Brandkärrsskolan              | F-6       | Kommunal |
| Bryngelstorpsskolan           | F-6       | Kommunal |
| Fokusskolan                   | F-9       | Friskola |
| Kunskapsskolan                | 4-9       | Friskola |
| Herrhagsskolan                | F-6       | Kommunal |
| Långbergsskolan               | F-9       | Kommunal |
| Långsättersskolan             | F-6       | Kommunal |
| Mikaeliskolan                 | F-9       | Friskola |
| Nyköpings enskilda grundskola | 7-9       | Friskola |
| Nyköpings friskola            | F-9       | Friskola |
| Nyköpings högstadium          | 7-9       | Kommunal |
| Rosenkällaskolan              | F-6       | Kommunal |
| Släbroskolan                  | F-6       | Kommunal |
| Stenkullaskolan               | F-6       | Kommunal |
| Vittra Kungshagen             | F-9       | Friskola |
| Västra skolan                 | F-3       | Kommunal |
| Östra skolan                  | F-6       | Kommunal |

##### Gymnasier
| Gymnasium                          | Regi     |
| ---------------------------------- | -------- |
| Elteknikbranschens gymnasium       | Friskola |
| Flygteknik Technical training      | Kommunal |
| Framtidsgymnasiet                  | Friskola |
| Ljud och Bildskolan                | Friskola |
| Nyköpings gymnasium                | Kommunal |
| Nyköpings enskilda gymnasium       | Friskola |
| Nyköpingsstrand utbildningscentrum | Friskola |
| Nyköpings kanotgymnasium           | Kommunal |
| Realgymnasiet                      | Friskola |

### Vuxenutbildning
| Skola                         | Regi     |
| ----------------------------- | -------- |
| Campus Nyköping               | Kommunal |
| Nyköpings folkhögskola        | Friskola |
| Flygteknik technical training | Kommunal |

## Befolkning

### Stadsdelar
Nyköping är indelat i 17 stadsdelar och omkring 40 delområden.
| Nr | Stadsdel        | Delområden                                         | Befolkning | Beskrivning |
| -- | --------------- | -------------------------------------------------- | ---------- | --- |
| 01 | Väster          | Väster                                             | 3791       | Väster är en av centrumstadsdelarna i Nyköping. Här finns gångstråket Storgatan med gallerior, hotell, restauranger och krogar. Bebyggelsen domineras av stenhus från sent 1800-tal och framåt. Här ligger också Stora Torget med Stadshuset, Nicolaikyrkan, Nicolaiskolan och gamla rådhuset. Teaterparken med gamla teatern och busstationen är också belägen i stadsdelen Väster. Nyköpingsån utgör gränsen mellan stadsdelarna Väster och Öster.                                                                                                  |
| 02 | Öster           | Öster, Östra villastaden                           | 4574       | Stadsdelen Öster domineras av flerfamiljshus från sekelskiftet (det förra) och framåt. Här ligger också det spektakulära Sparbankshuset från 1898 precis vid Nyköpingsån. I stadsdelen ligger Östra villastaden – en villastad med likartade hus byggda runt 1920, där variationen främst består i skillnader i färg och mindre skillnader i utformning. Området bebyggdes till stor del av anställda på Nordiska Kompaniets verkstäder. Den internationellt kände arkitekten Erik Gunnar Asplund har ritat Villa Sturegården som uppfördes här 1913. |
| 03 | Arnö            | Herrhagen, Långsätter, Kanntorp, Strandstuguviken  | 3413       | Arnö är den till ytan största stadsdelen, belägen cirka fyra kilometer sydost om centrum på andra sidan Stadsfjärden. Blandad bebyggelse med strövområden och nära till vattnet. |
| 04 | Högbrunn        | Högbrunn, Hemgården, Gumsbacken, Idbäcken          | 1134       | Högbrunn domineras av 1940-talshus i tre våningar och ett större industriområde. I området finns också radhus och villor från 1940-talet. I Gumsbacken finns ett köpcentrum nära västra utfarten vid E4. |
| 05 | Fågelbo         | Fågelbo                                            | 1956       | Bebyggelsen är en blandning av villor, radhus och lägenheter från 1930-talet till nyproduktion. Området är centralt i närheten av Rosvalla, hamnen och centrum. Här finns även gymnasieskolan Tessinskolan och kanotstadion med den 1,5 kilometer långa bryggan. |
| 06 | Isaksdal        | Isaksdal, Höglunda                                 | 1376       | Blandad bebyggelse med villor och hyresrätter. |
| 07 | Brandkärr       | Brandkärr, Marieberg, Gustavsberg                  | 4540       | Ett bostadsområde i tätortens norra del, vid E4. Tidstypisk bebyggelse från 1960-talet nära strövområden och affärscentra. |
| 08 | Stenkulla       | Stenkulla, Rosenkälla                              | 3640       | Bebyggelse med flerbostadshus och enfamiljshus, radhus och friliggande villor från tidigt 60-tal cirka två kilometer öster om centrum. Vid platsen för gamla Rosenkälla gård, ligger idag Franciscuskapellet, invigt 1972. Rosenkälla gård hade anor från 1600-talet och namnet kommer från den springkälla omgärdad av rosenbuskar som då var en av Nyköping vattentäkter och varifrån vattnet rann ett par kilometer genom urborrade trästammar. |
| 09 | Oppeby          | Oppeby, Oppeby Gård                                | 2407       | Oppeby är bebyggt med radhus och flerfamiljshus, från 40-talet och framåt. Oppeby gård byggdes på 60-talet med loftgångshus. Nyköpingsån flyter förbi Oppeby och det var här Nyköping en gång började. Vid ån finns två runstenar resta och där finns hällristningar från bronsåldern. Oppeby är indelat i två delar; gamla Oppeby och Oppeby gård, uppkallat efter herrgården som ligger i området. |
| 10 | Harg            | Harg, Krikonbacken, Hagalund                       | 2009       | Harg - Villaområde, nära Nyköpingsån, cirka tre kilometer nordväst om Nyköpings centrum. Bebyggt från 1930-talet. |
| 11 | Bryngelstorp    | Bryngelstorp, Ängstugan, Tjuvholmen                | 2200       | Villaområde i huvudsak byggt på 1970-talet. Gränsar mot naturreservatet Labro ängar. |
| 12 | Stenbro         | Stenbro, Oxbacken, Påljungshage                    | 403        | Villaområden tre kilometer nordväst om centrum, byggt från 1930-talet och framåt. Det sägs att namnet Oxbacken kommer sig av att landsvägen hade en så brant backe att hästar inte orkade dra vagnarna, utan man fick spänna för oxar i stället. Nyköpings nordligaste stadsdel belägen vid Europaväg (E4). Stadsdelen utgörs mest av äldre villor och Pål Jungs Hage handelscenter. De första butikerna öppnade hösten 2008. |
| 13 | Brandholmen     | Brandholmen, Rosvalla                              | 713        | Stadsdel vid Stadsfjärden cirka tre kilometer öster om centrum. Blandad bebyggelse med parhus och flerfamiljshus och småbåtshamn. På Brandholmen låg tidigare Nyge flygfält med bland annat Arméflygskolan (ArméflygS) som 1984 flyttade till Skavsta flygplats (tidigare F 11 Nyköping) och 1985 till Malmens flygplats i Linköping. Rosvalla Eventcenter är också beläget på Brandholmen. |
| 14 | Hållet          | Hållet, Nöthagen, Blommenhov, Anderslund, Perioden | 546        | Stadsdelar, belägna strax norr om centrum. Här ligger Nyköpings lasarett. Inom stadsdelen finns även naturreservatet Hållet. Rakt genom naturreservatet rinner Nyköpingsån. Här finns också torpstugorna Fåfängan – två små stugor uppförda 1798 för arbetare vid Periodens pappersbruk. |
| 15 | Ekensberg       | Ekensberg, Pettersberg                             | 411        | Villaområde och friluftsområde drygt två kilometer nordost om centrum. |
| 16 | Malmbryggshagen | Malmbryggshagen                                    | 309        | Ett av Nyköpings senaste villaområden cirka tre kilometer öster om centrum. |
| 17 | Hamnen          | Spelhagen, Kungshagen                              | 189        | Stadsdel en kilometer söder om centrum, med en del av hamnen och småbåtshamn. |

### Befolkningsutveckling
| Befolkningsutvecklingen i Nyköping 1950–2020     | Befolkningsutvecklingen i Nyköping 1950–2020 | Befolkningsutvecklingen i Nyköping 1950–2020 | Befolkningsutvecklingen i Nyköping 1950–2020 | Befolkningsutvecklingen i Nyköping 1950–2020 |
| ------------------------------------------------ | -------------------------------------------- | -------------------------------------------- | -------------------------------------------- | -------------------------------------------- |
|                                                  |                                              |                                              |                                              |                                              |
| År                                               |                                              |                                              | Folkmängd                                    | Areal (ha)                                   |
| 1950                                             | 1950                                         |                                              | 18 310                                       |                                              |
| 1960                                             | 1960                                         |                                              | 19 947                                       |                                              |
| 1965                                             | 1965                                         |                                              | 24 315                                       |                                              |
| 1970                                             | 1970                                         |                                              | 30 943                                       |                                              |
| 1975                                             | 1975                                         |                                              | 30 352                                       |                                              |
| 1980                                             | 1980                                         |                                              | 28 046                                       |                                              |
| 1990                                             | 1990                                         |                                              | 26 384                                       | 1 215                                        |
| 1995                                             | 1995                                         |                                              | 26 869                                       | 1 226                                        |
| 2000                                             | 2000                                         |                                              | 27 164                                       | 1 230                                        |
| 2005                                             | 2005                                         |                                              | 27 720                                       | 1 231                                        |
| 2010                                             | 2010                                         |                                              | 29 891                                       | 1 343                                        |
| 2015                                             | 2015                                         |                                              | 32 224                                       | 1 490                                        |
| 2020                                             | 2020                                         |                                              | 38 780                                       | 1 830                                        |
| Anm.: Sammanvuxen med Oppeby 1970 och Arnö 2020. |                                              |                                              |                                              |                                              |

## Kultur

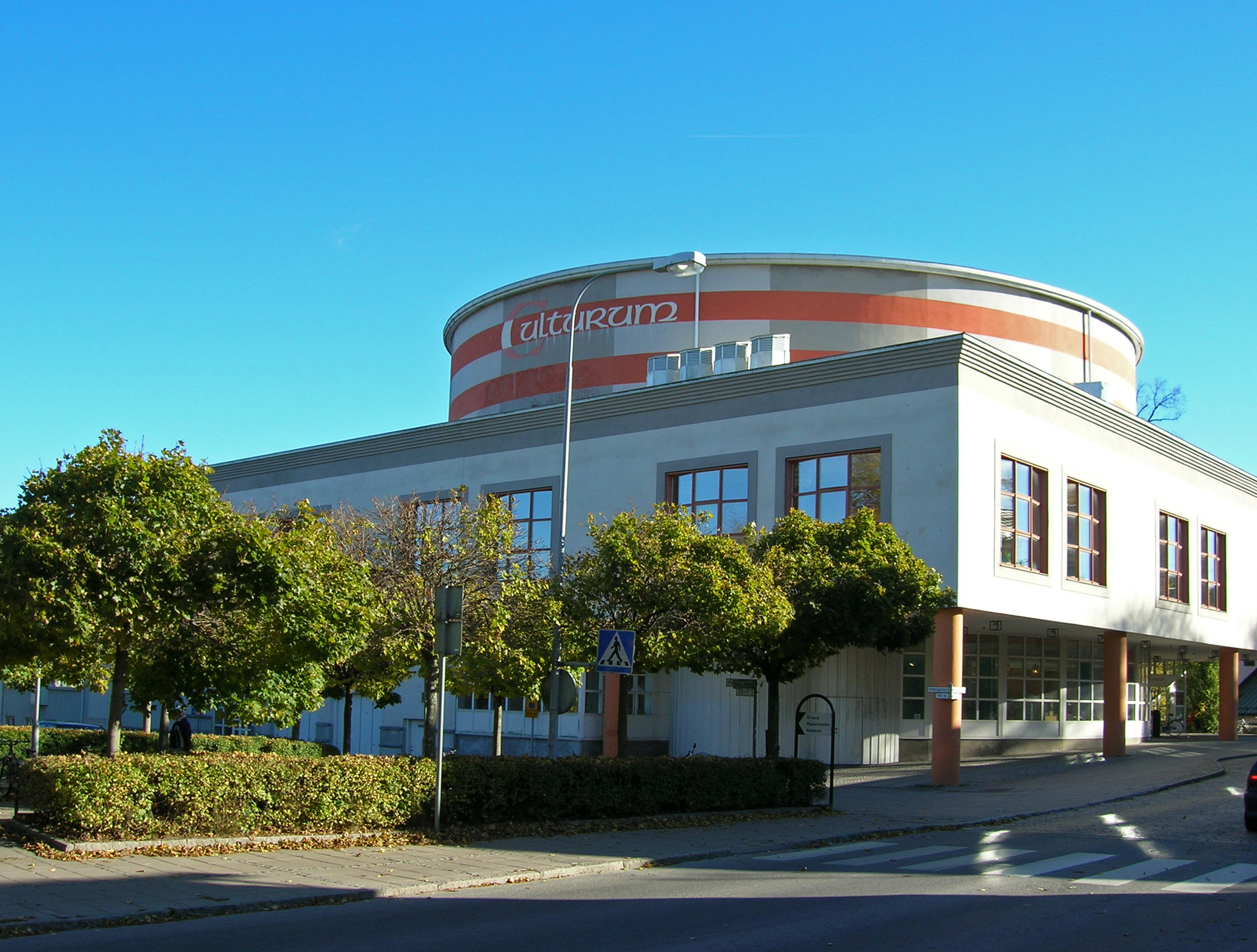
Culturum med konsertsal och stadsbibliotek

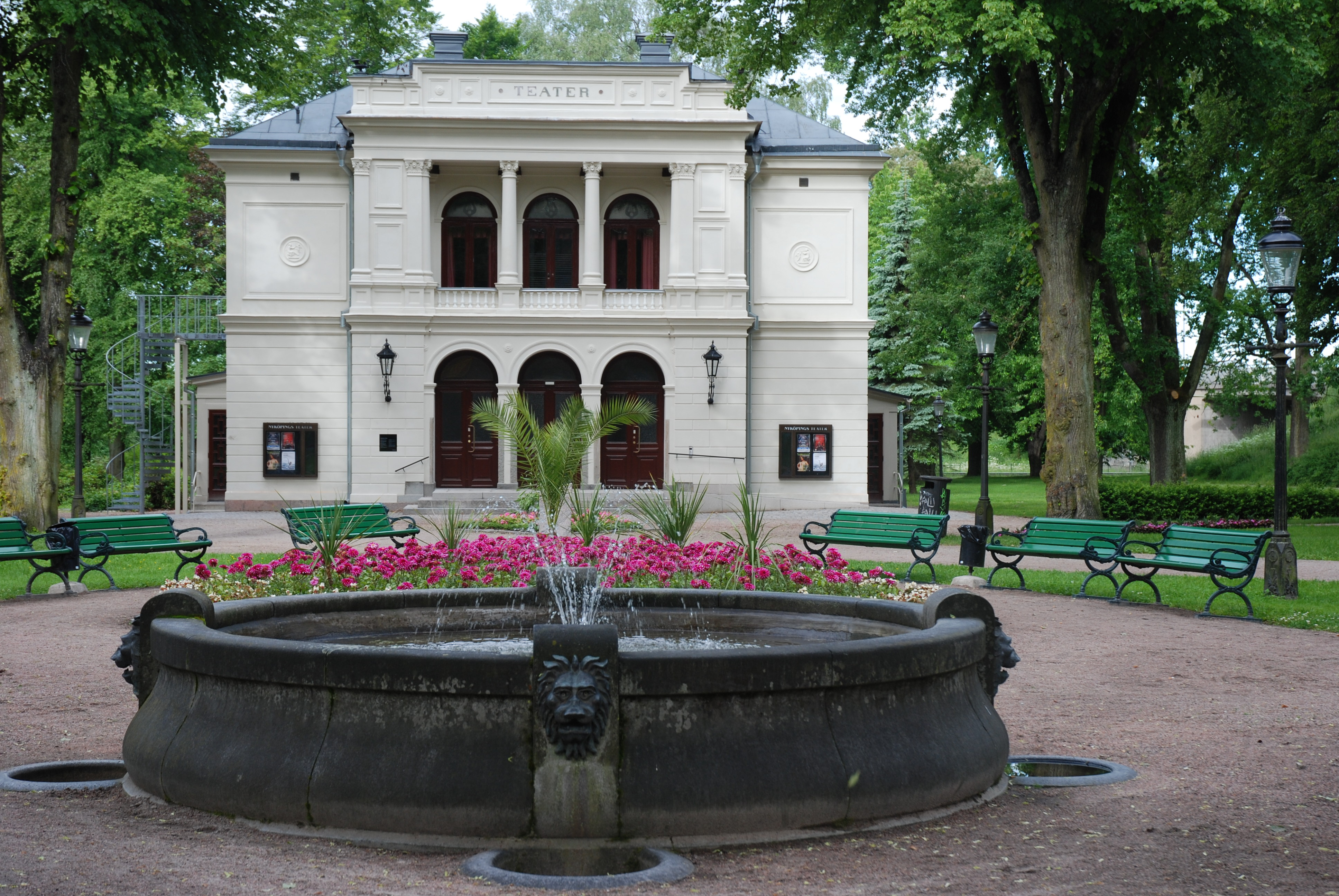
Nyköpings teater

### Sevärdheter
Det finns många olika typer av sevärdheter i och kring Nyköping. Här listas några efter kategori. 
| Sevärdhet                         | Kategori      | Information |
| --------------------------------- | ------------- | --- |
| Alla Helgona Kyrka                | Kyrka         | Kyrka med medeltida anor som omnämns i skrift redan på 1200-talet.                                                        |
| Anna Lindhs plats                 | Park          | Plats till minne av Sveriges tidigare utrikesminister Anna Lindh.                                                         |
| Ask och Embla                     | Konst         | en träskulptur vid Folkungabron.                                                                                          |
| Culturum                          | Kulturhus     | Kulturhus innehållande bibliotek och konsertsal med 538 platser.                                                          |
| F11 Museum                        | Museum        | Ett flygmuseum som speglar flygvapnets utveckling under F 11-epoken, från 1941 till flottiljens nedläggning 1980.         |
| Gamla Tingshuset                  | Tingshus      | Byggnaden uppfördes 1909-1910 för dåvarande Jönåkers och Rönö tingslag och Hölebo härads tingslag.                        |
| Gripes modellteatermuseum         | Museum        | En modellteatersamling som i huvudsak består av konstnären Harald Gripes samling.                                         |
| Hållet-Marieberg-Stenbro          | Naturreservat | Ett kommunalt naturreservat beläget drygt en kilometer nordost om Nyköpings centrum                                       |
| NK-villan                         | Paviljong     | NK-villan ritades som utställningspaviljong åt Nordiska Kompaniet 1906.                                                   |
| Nyköpings hamn                    | Hamn          | Hamnen ligger i stadsfjärden, där Nyköpingsån mynnar ut i Östersjön och är ett populärt turistmål.                        |
| Nyköpings Teater                  | Teater        | Ritad av arkitekten G E Westermark och invigdes den 30 augusti 1884.                                                      |
| Nyköpingshus                      | Slott         | Nyköpings slott, är ursprungligen en medeltida borg, nu delvis lagd i ruiner.                                             |
| Nyköpingsån                       | Vattendrag    | En å som huvudsakligen flyter igenom Södermanland.                                                                        |
| Nynäs slott                       | Slott         | En slottsliknande herrgård och ett tidigare säteri vid Rundbosjön mellan Trosa och Nyköping.                              |
| Prosten Pihls gård                | Prästgård     | Byggdes 1726 som bostad till kyrkoherden Andreas Phil i Alla Helgona församling.                                          |
| Rådhuset                          | Rådhus        | Byggdes 1723 och är en stenbyggnad i två våningar med säteritak klätt med tegel.                                          |
| Sankt Anne kvarn                  | Kvarn         | En medeltida byggnad belägen på en halvö vid Forsfallet i Nyköpingsån.                                                    |
| Sankt Nicolai Kyrka               | Kyrka         | Församlingskyrka med medeltida med anor från 1200-talet.                                                                  |
| Sankta Anna Katolska Kyrka        | Kyrka         | Romersk-katolsk kyrkobyggnad i Nyköping invigd den 18 december 1988.                                                      |
| Släbro                            | Fornlämningar | Ett område rikt på hällristningar, runstenar, gravplatser och andra fornlämningar.                                        |
| Stadshuset                        | Stadshus      | Säte för Nyköpings kommuns politiska ledning och administration. Invigdes i december 1969.                                |
| Stendörrens naturreservat         | Naturreservat | Området blev naturreservat 1972 för att säkerställa möjligheter för ett rörligt friluftsliv i den sörmländska skärgården. |
| Storhusfallet                     | Vattenfall    | Vattenfall i Nyköpingsån. Fallet är mer än fyra meter högt och har utnyttjats som kraftkälla sedan medeltiden.            |
| Svanviken-Lindbacke naturreservat | Naturreservat | Området blev naturreservat 1963 i syfte att bevara och vårda platsens natur och kulturvärden.                             |
| Sörmlands museum                  | Museum        | Ett regionalt museum med kulturhistorisk inriktning.                                                                      |

### Idrott

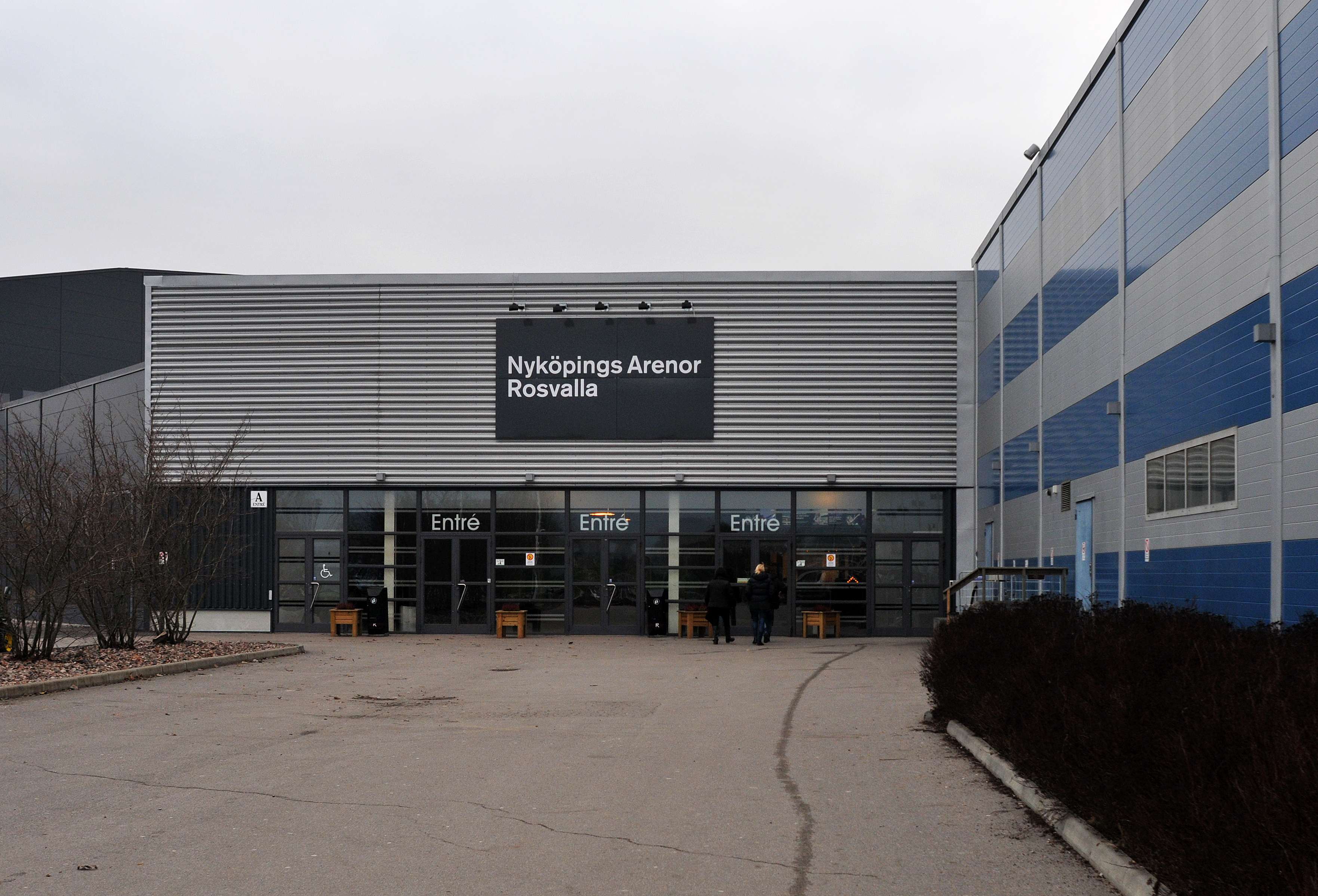
Rosvalla Eventcenter.

I Nyköping finns flera möjligheter till friluftsliv och vandring. Genom staden löper bland annat Hälsans stig, en sex kilometer lång vandringsled anpassad för motion och rekreation. Även Sörmlandsleden, ett omfattande nätverk av vandringsleder i Södermanland, passerar genom kommunen. Sörmlandsleden sträcker sig över cirka 1 000 kilometer och erbjuder varierande naturupplevelser.
Nyköping har också ett brett utbud av idrottsanläggningar. Nyköpings Arenor, Rosvalla är en modern sportanläggning som invigdes 2004 och rymmer bland annat multihall, bowlinghall, fotbollsplaner, ishockeyrinkar, baseballplan samt skyttebanor. Folkungavallen, invigd 1914, är en klassisk arena för fotboll och friidrott. För simning och bad finns Hjortensbergsbadet, en badanläggning med bland annat vågbassäng, varmvattenbassäng och träningsmöjligheter.
Idrottslivet i Nyköping är rikt, med ett flertal aktiva föreningar inom olika sporter. IFK Nyköping, grundad 1904, bedriver verksamhet inom fotboll, friidrott, handboll och bowling. Nyköpings KK har bedrivit kanotsport sedan 1933, och Griparna, som grundades 1949, är verksamma inom speedway. Golf erbjuds av Nyköpings GK sedan 1951, och Nyköpings OK har haft orientering på programmet sedan 1958.
Fotboll och friidrott bedrivs också av Nyköpings BIS, som bildades 1965. Inom amerikansk fotboll representeras staden av Nyköping Baltic Beasts, grundad 1989, och innebandy bedrivs av Onyx Innebandy sedan 2004. På ishockeysidan finns både Nyköpings SK, startat 2017, och den äldre föreningen Nyköpings AIK, grundad 1914. Basket spelas genom föreningen Nyköping Basket, som grundades 2011.

## Galleri

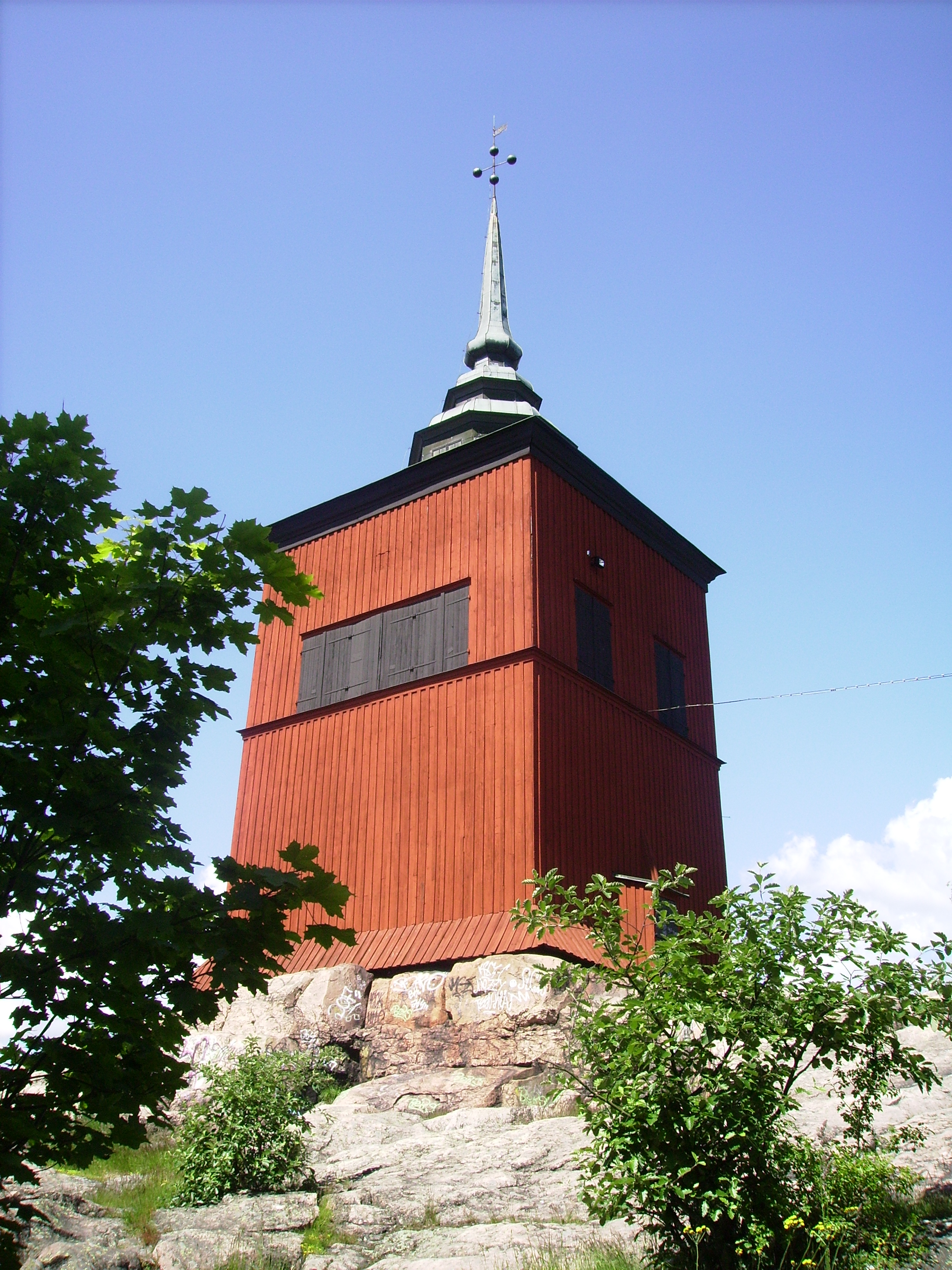
Klockberget. Väster.
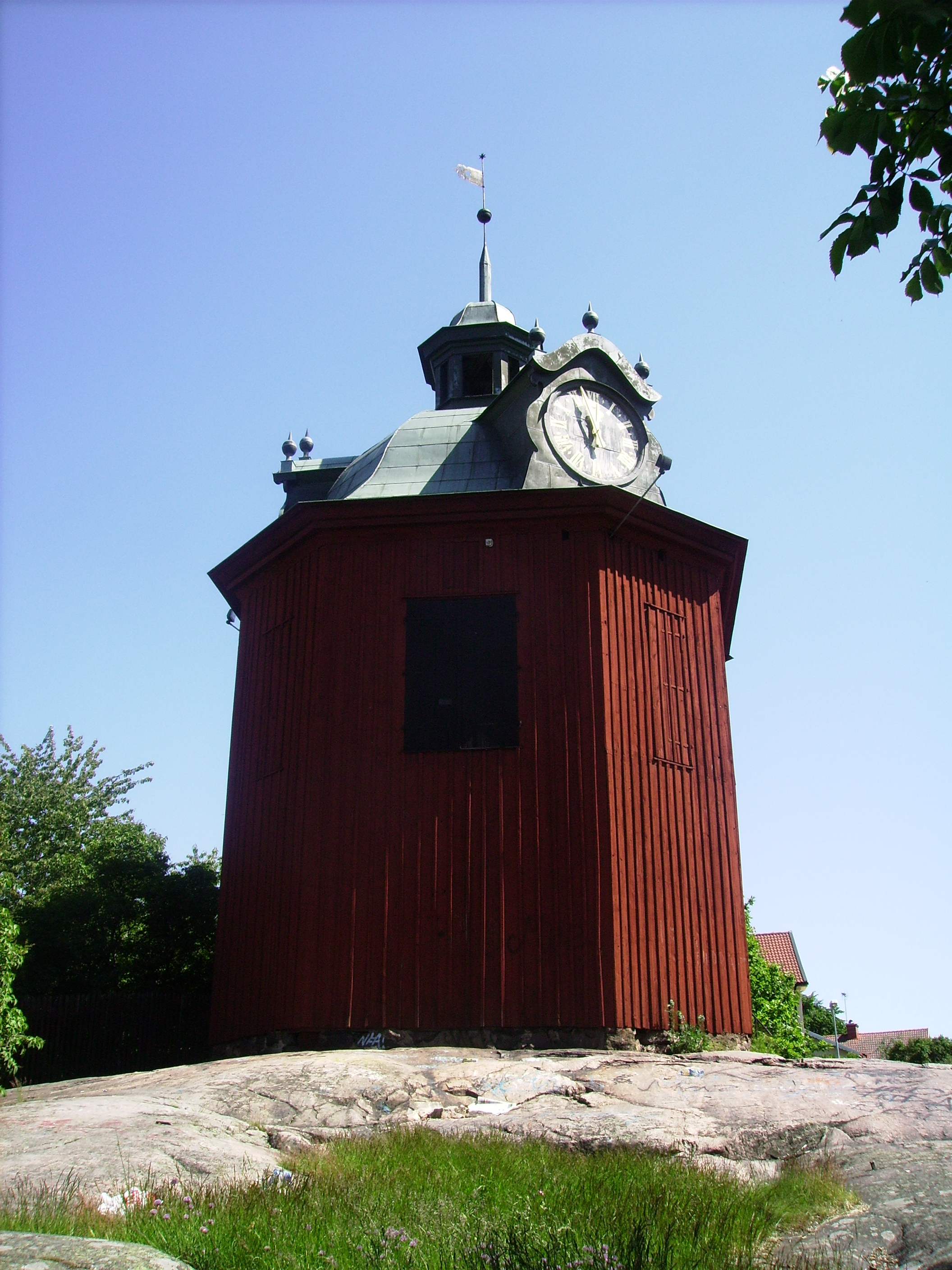
Östra klocktornet. Klocktornet förstördes helt i en brand 2 juni 2017.
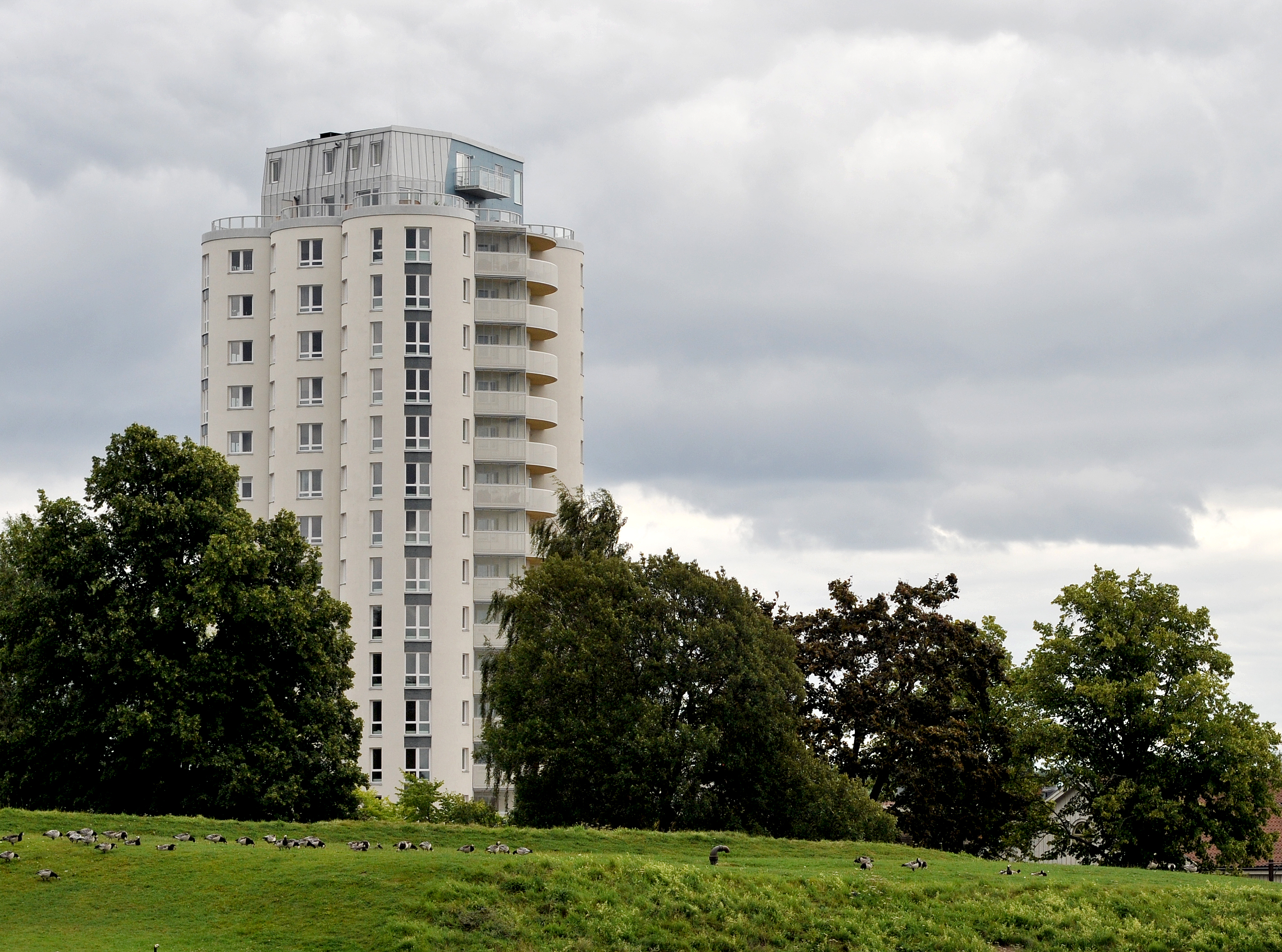
Silon, Nyköpings högsta byggnad.
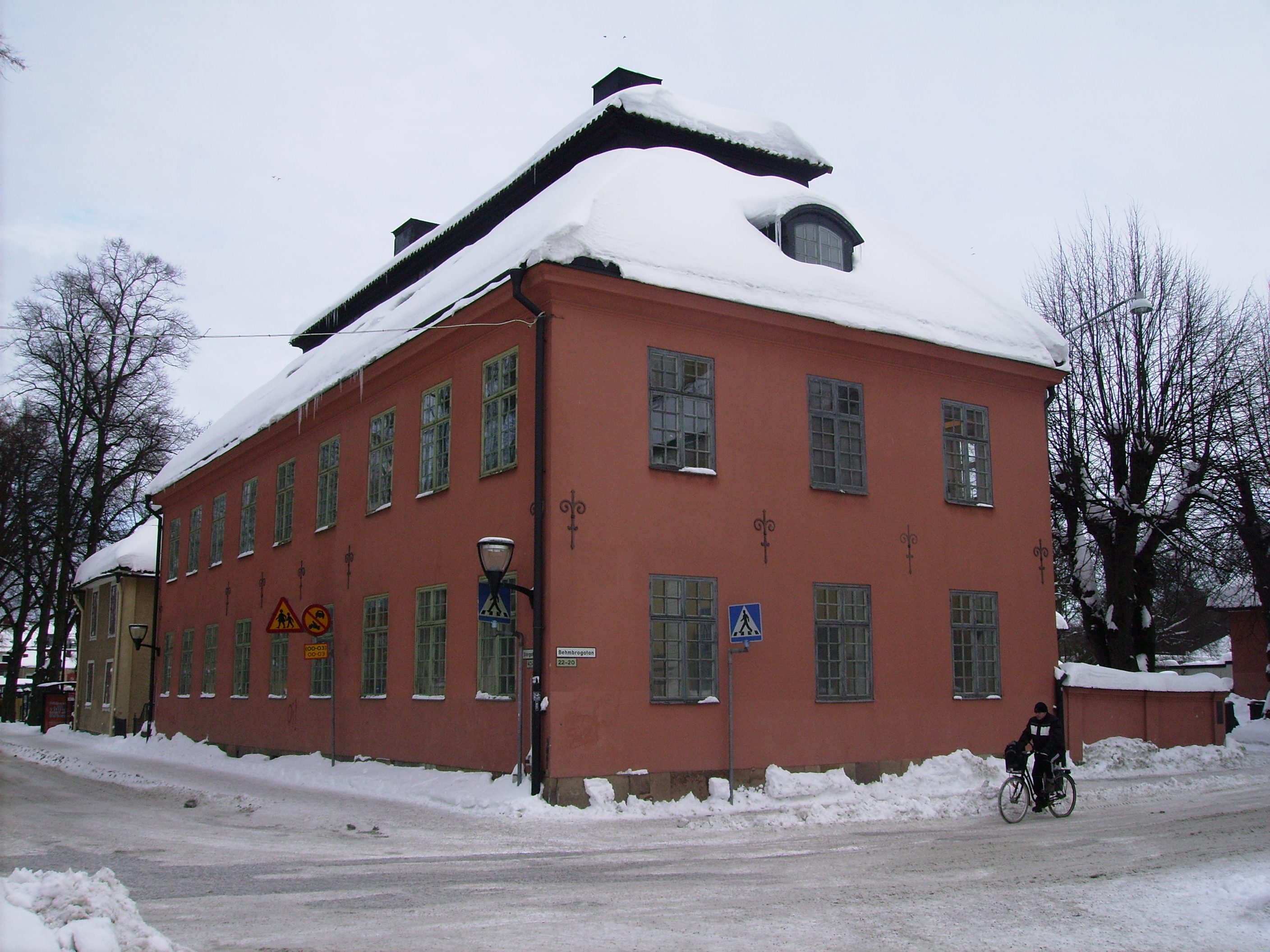
Westerlingska gården.
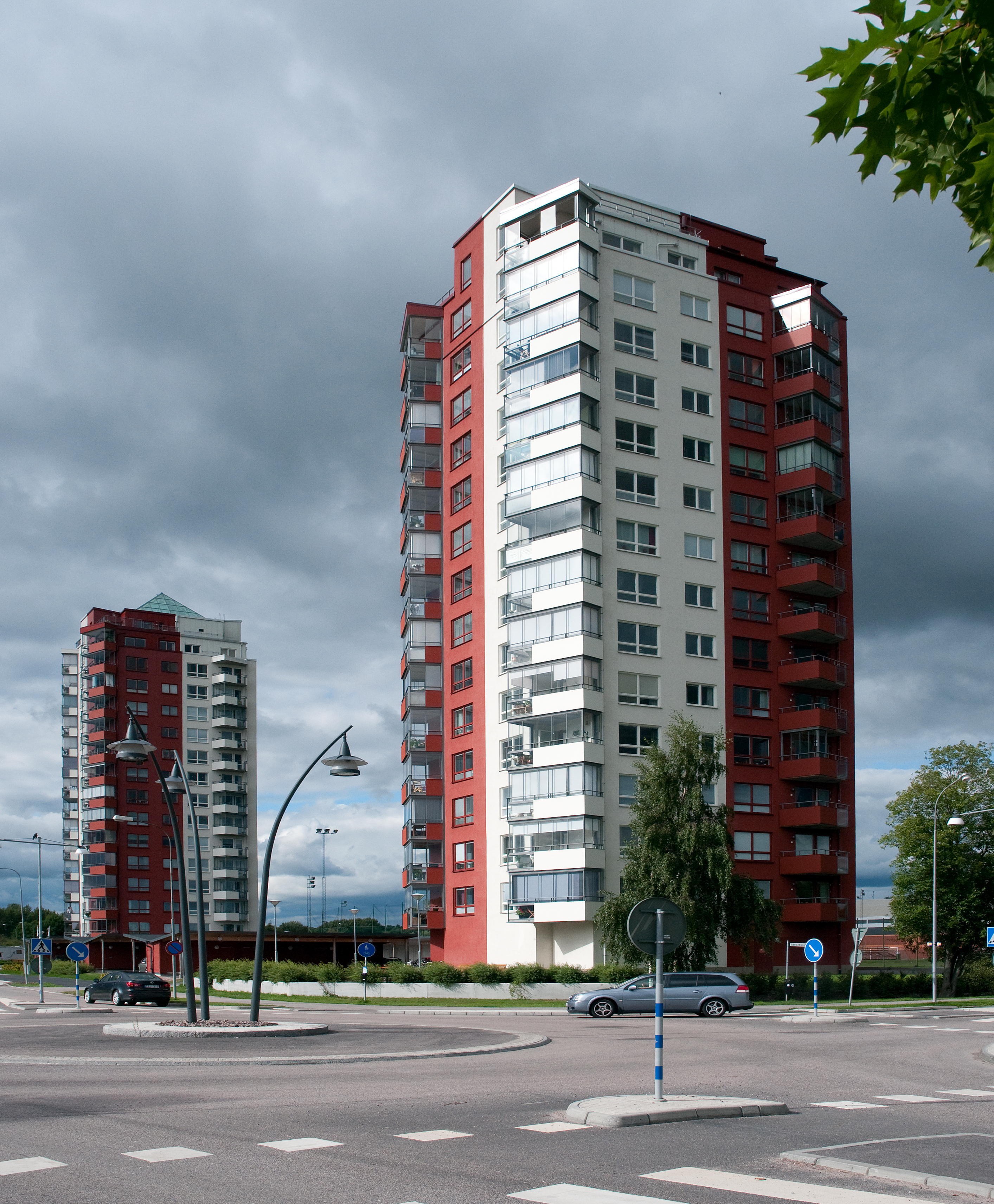
Tornhusen vid Rosvalla.
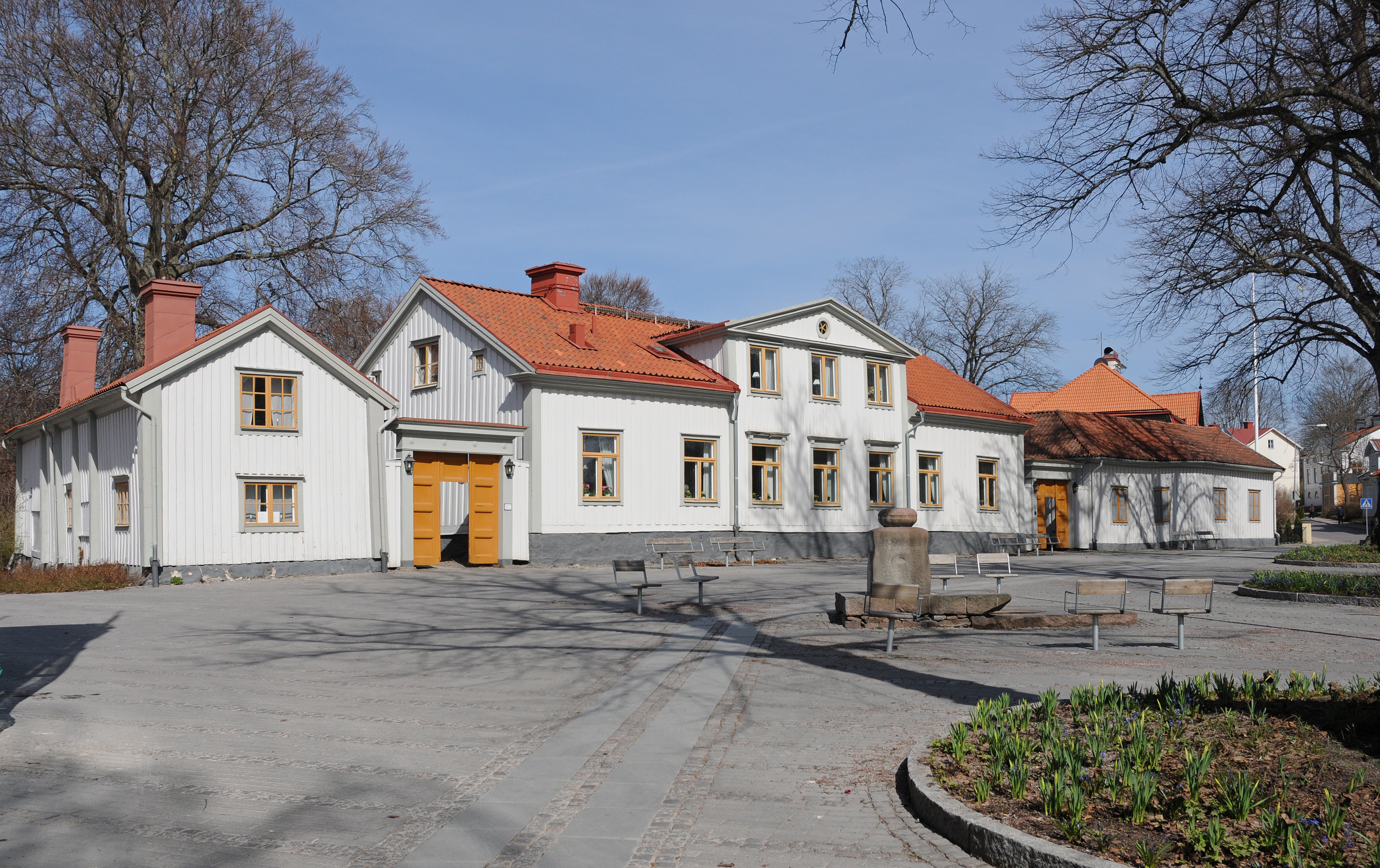
Prosten Pihls gård.
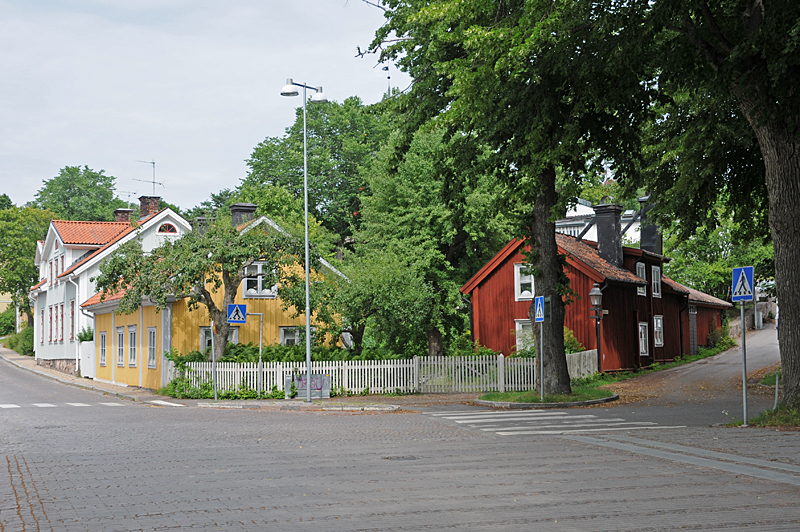
Allhelgonavägen Stackebergsgatan vid "Sola".
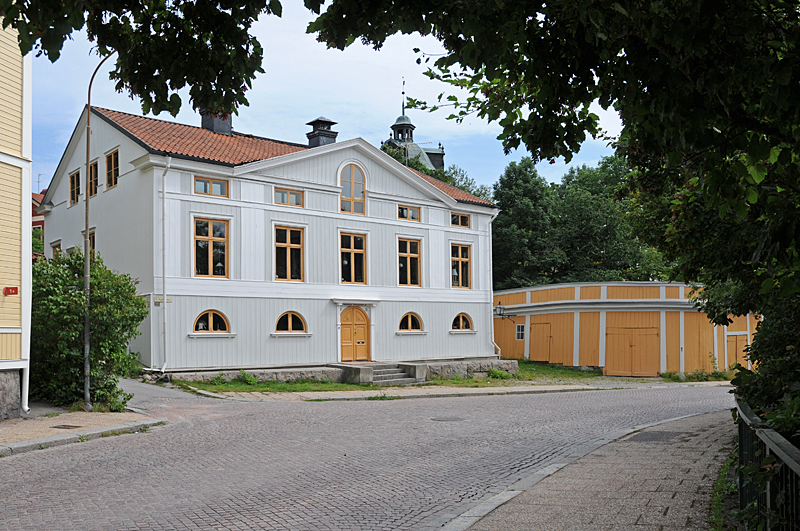
Schottegården.
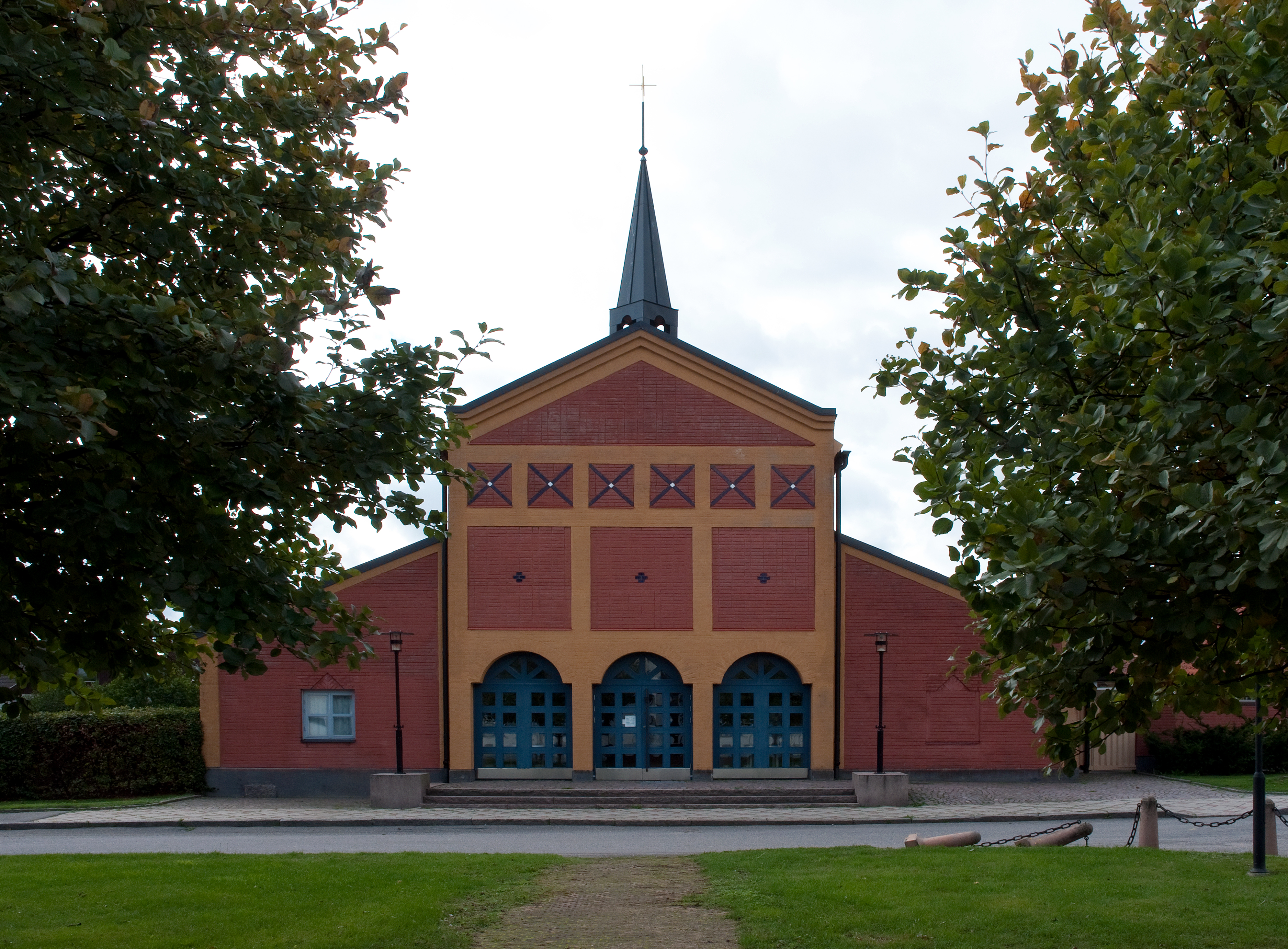
Sankta Anna katolska kyrka i Högbrunn.
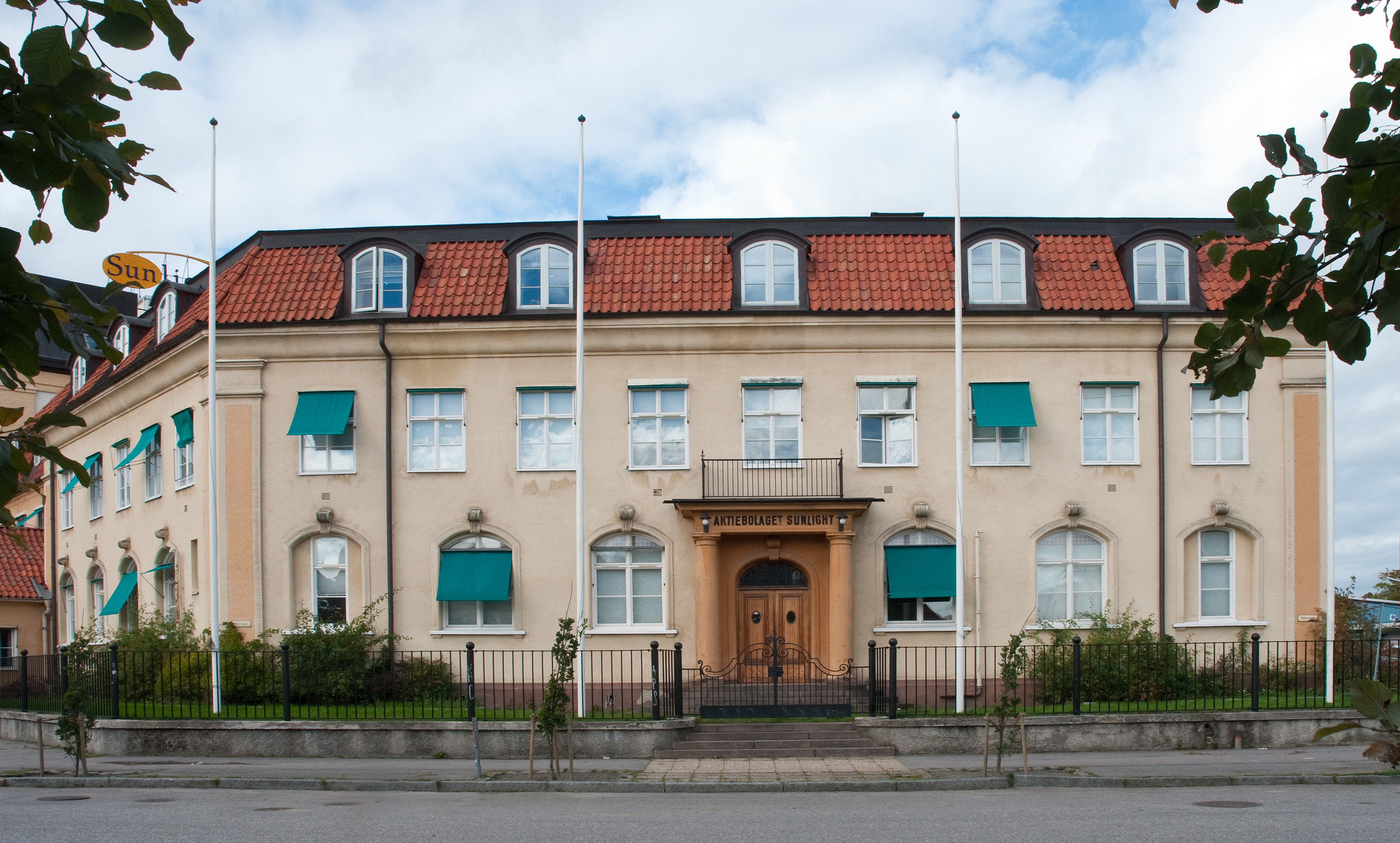
Aktiebolaget Sunlights gamla kontor i Högbrunn.
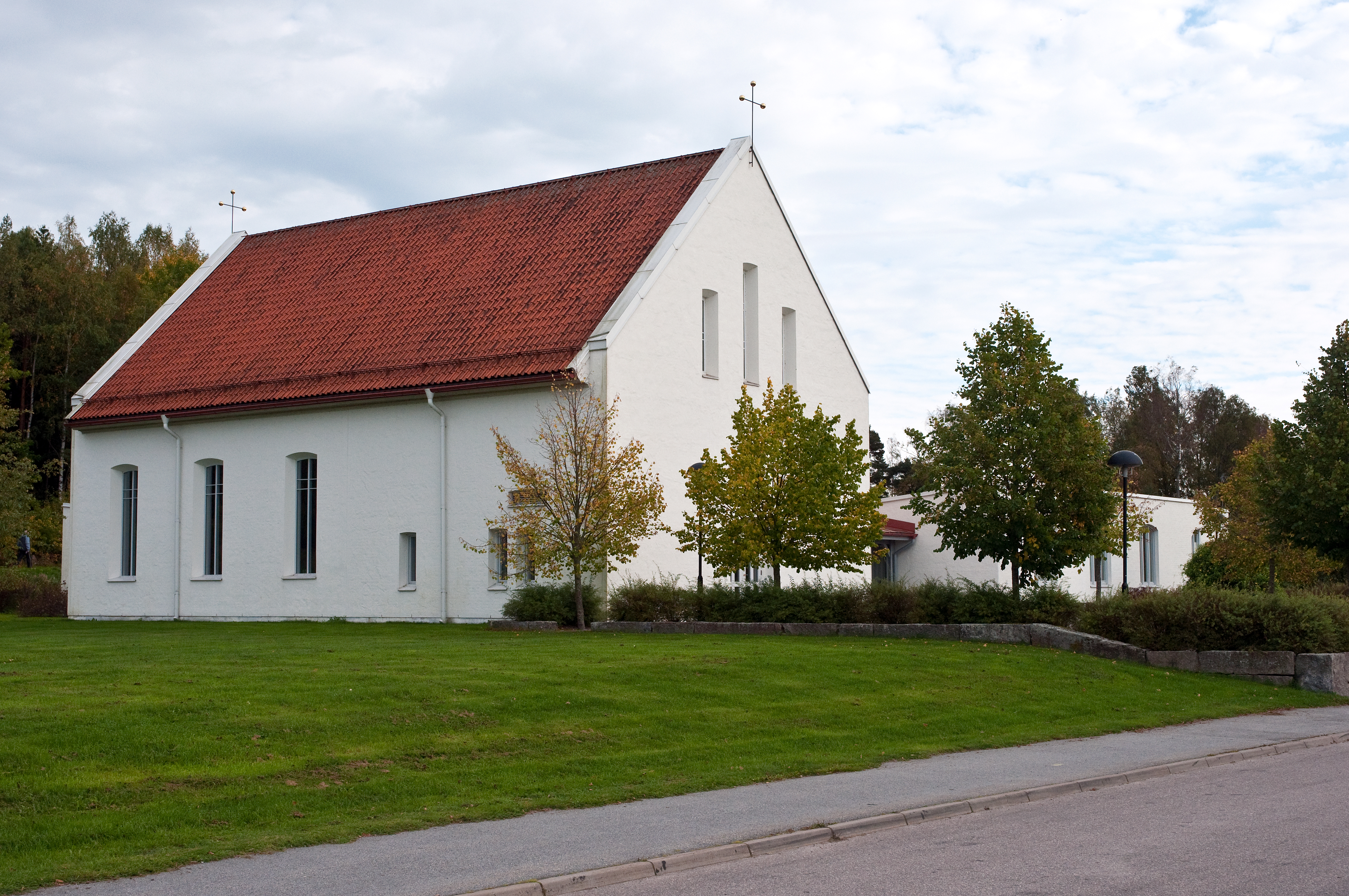
Sankta Katarina kyrka, Arnö.
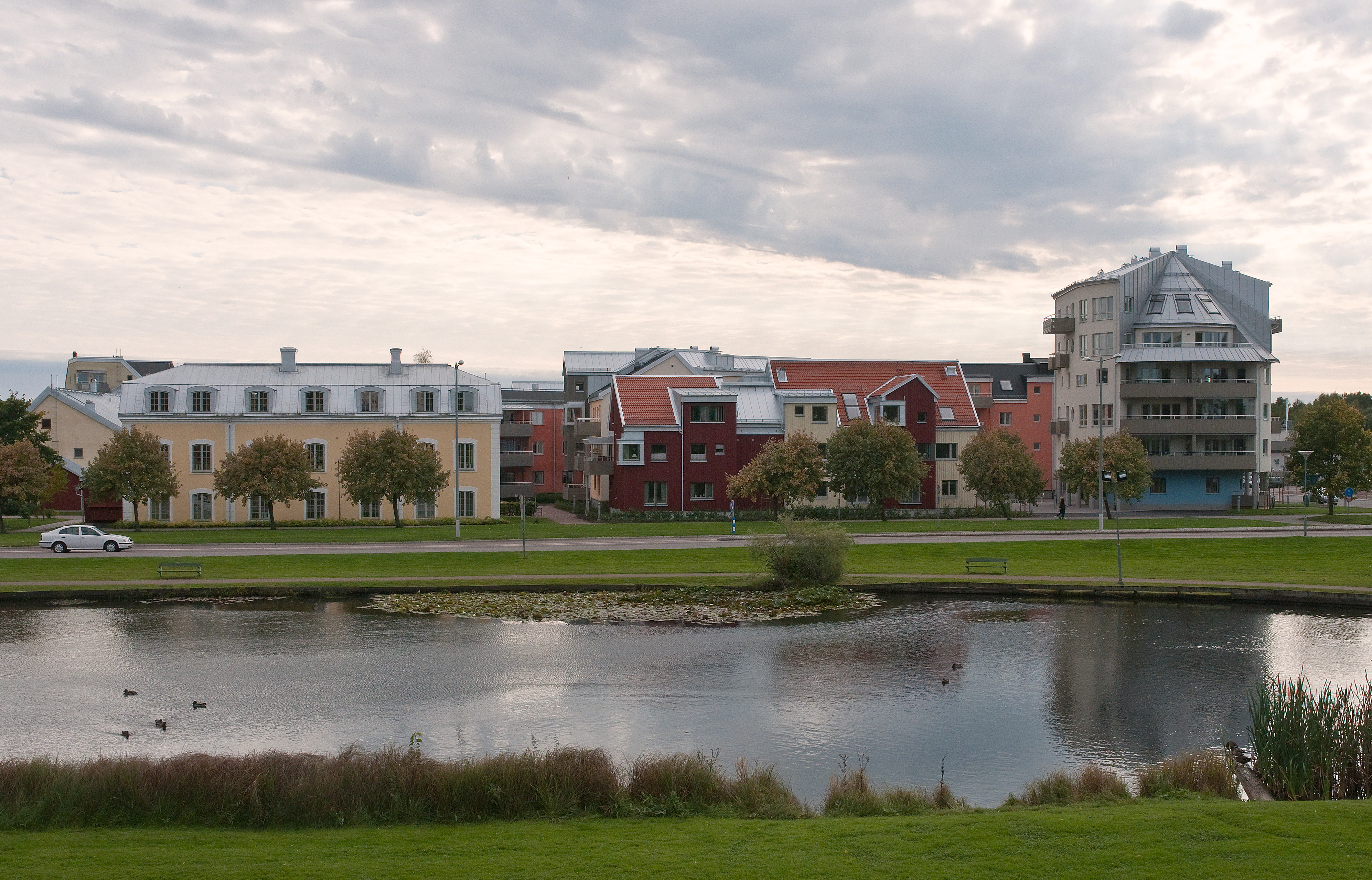
Spelhagen utmed Hamnvägen.
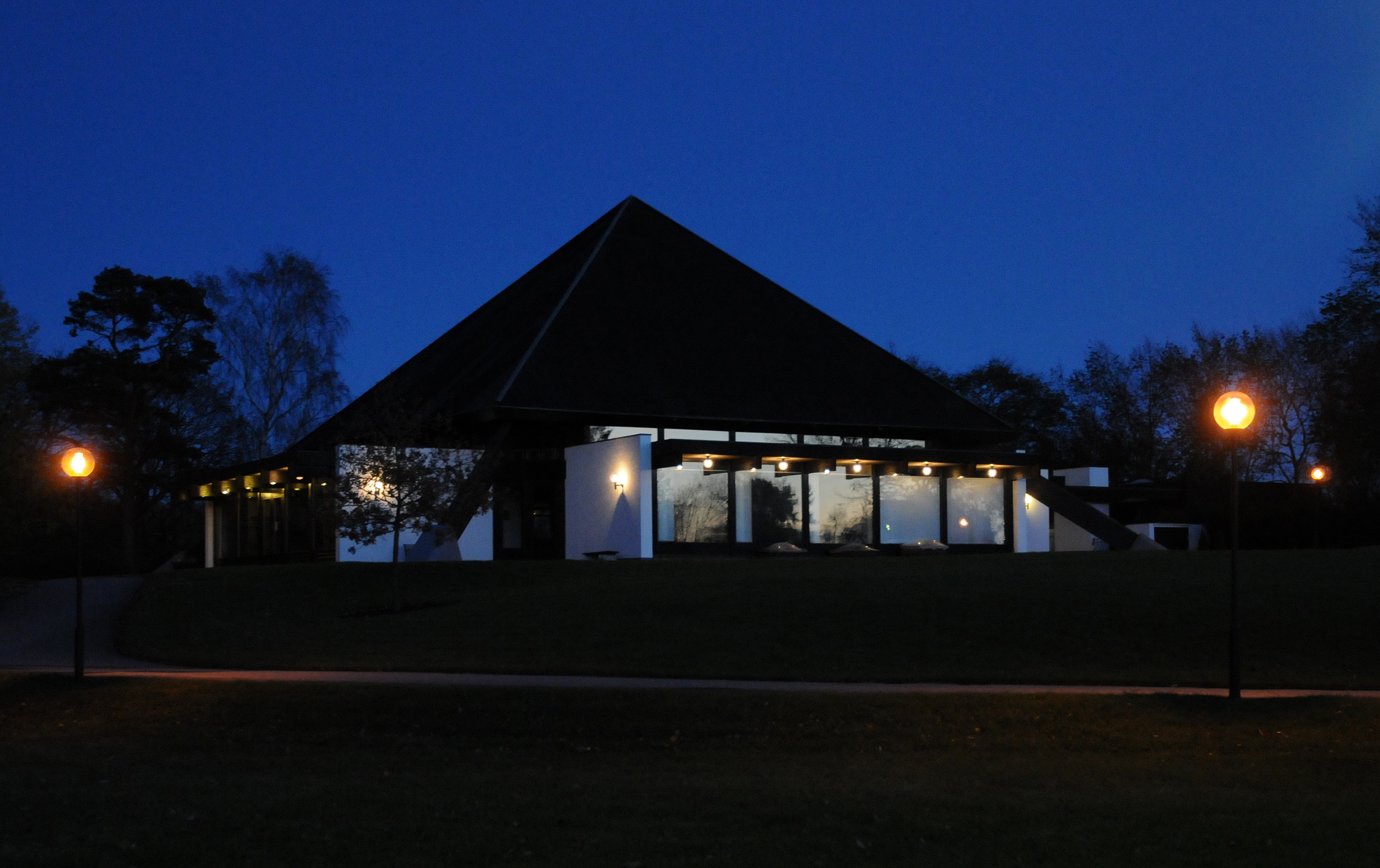
Hjortensbergskyrkan.
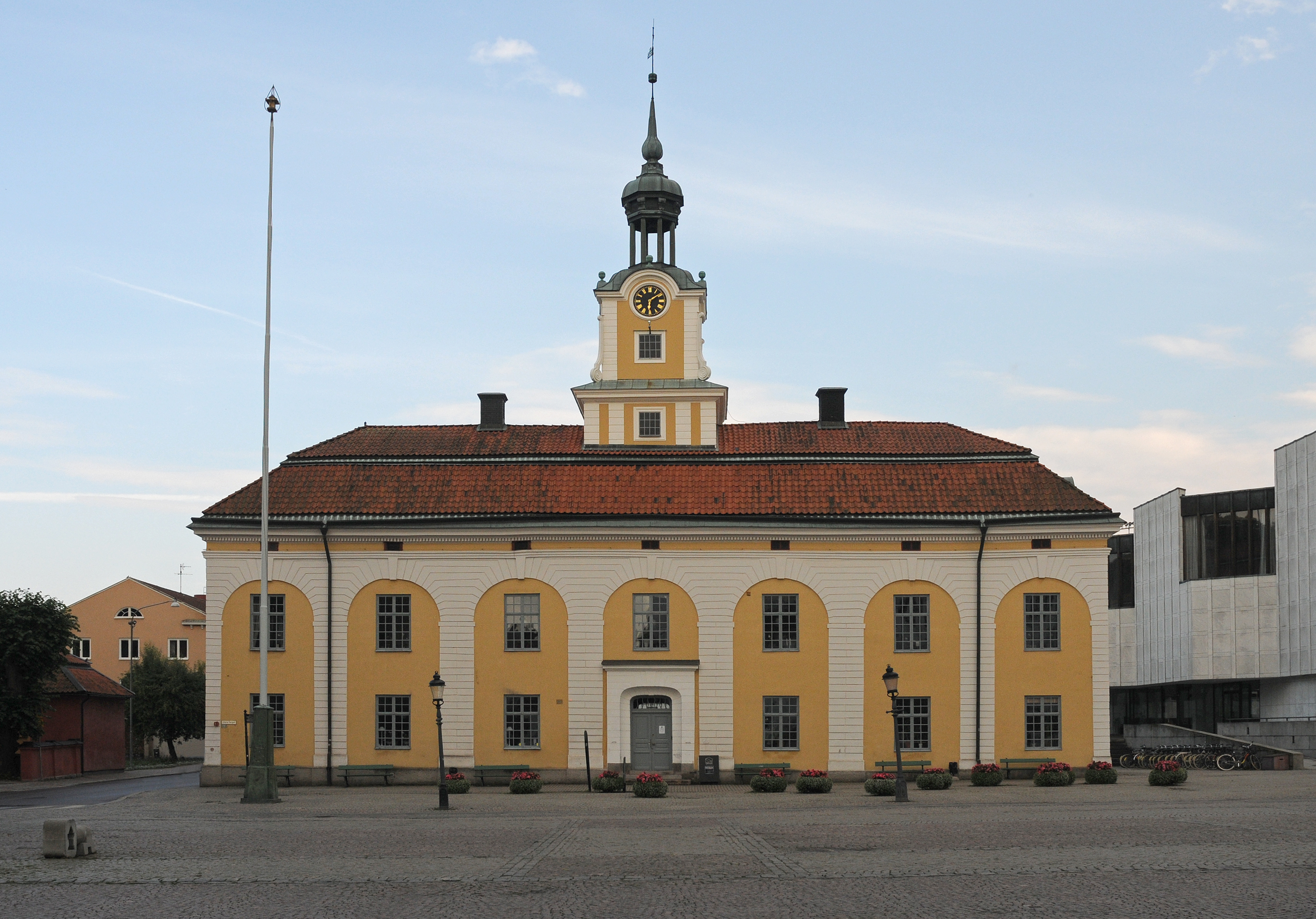
Rådhuset.
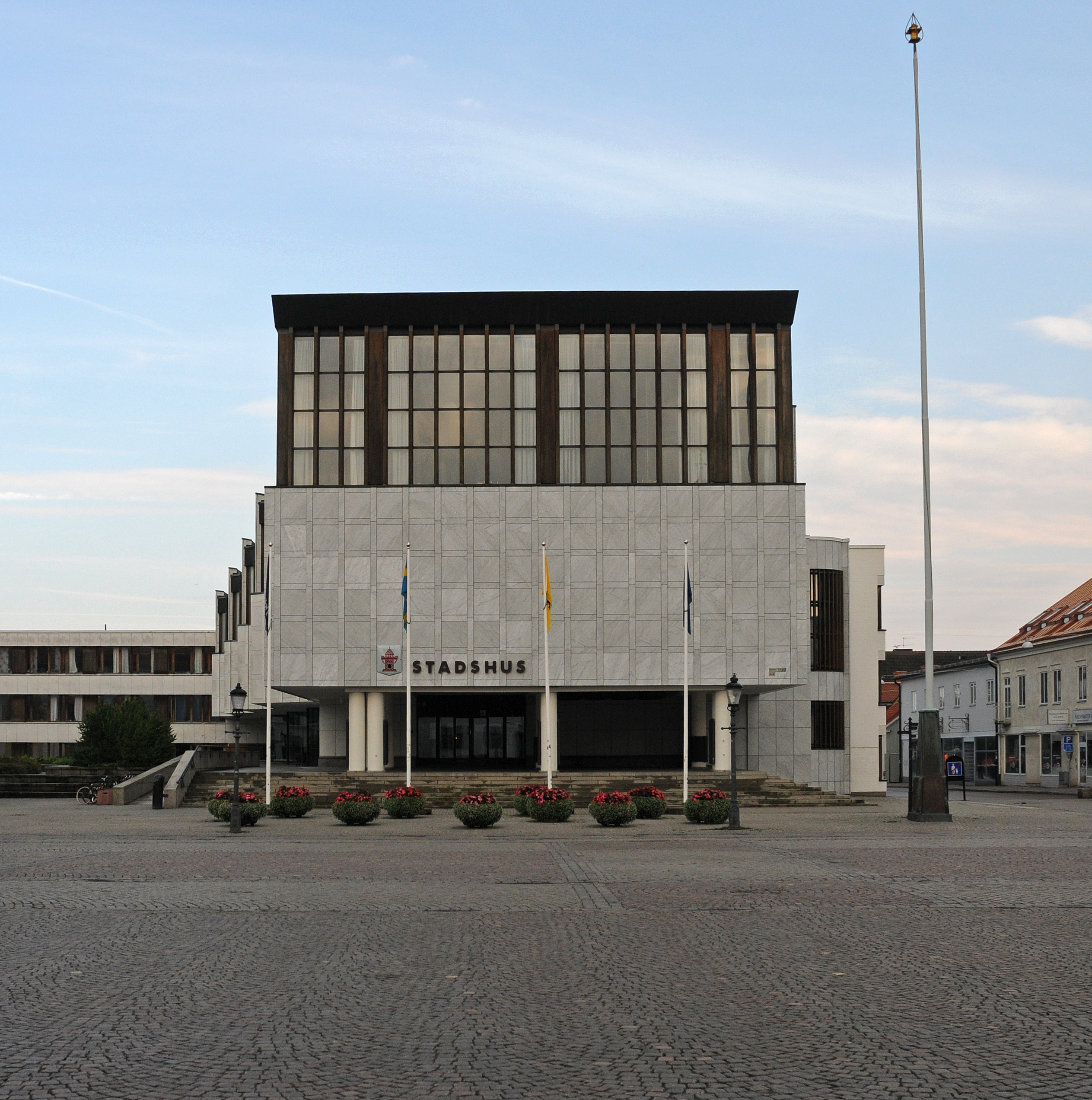
Stadshuset.
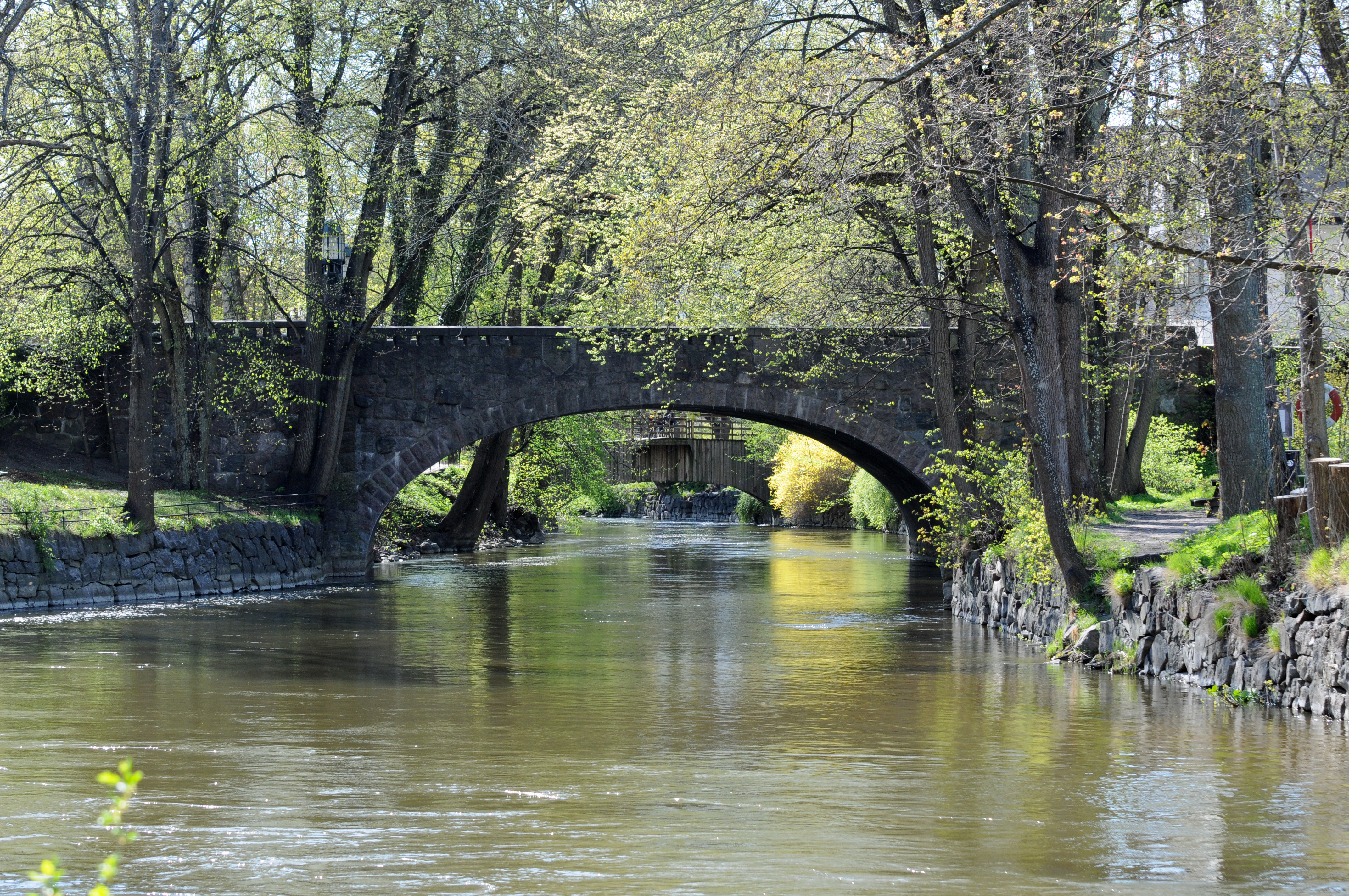
Folkungabron.
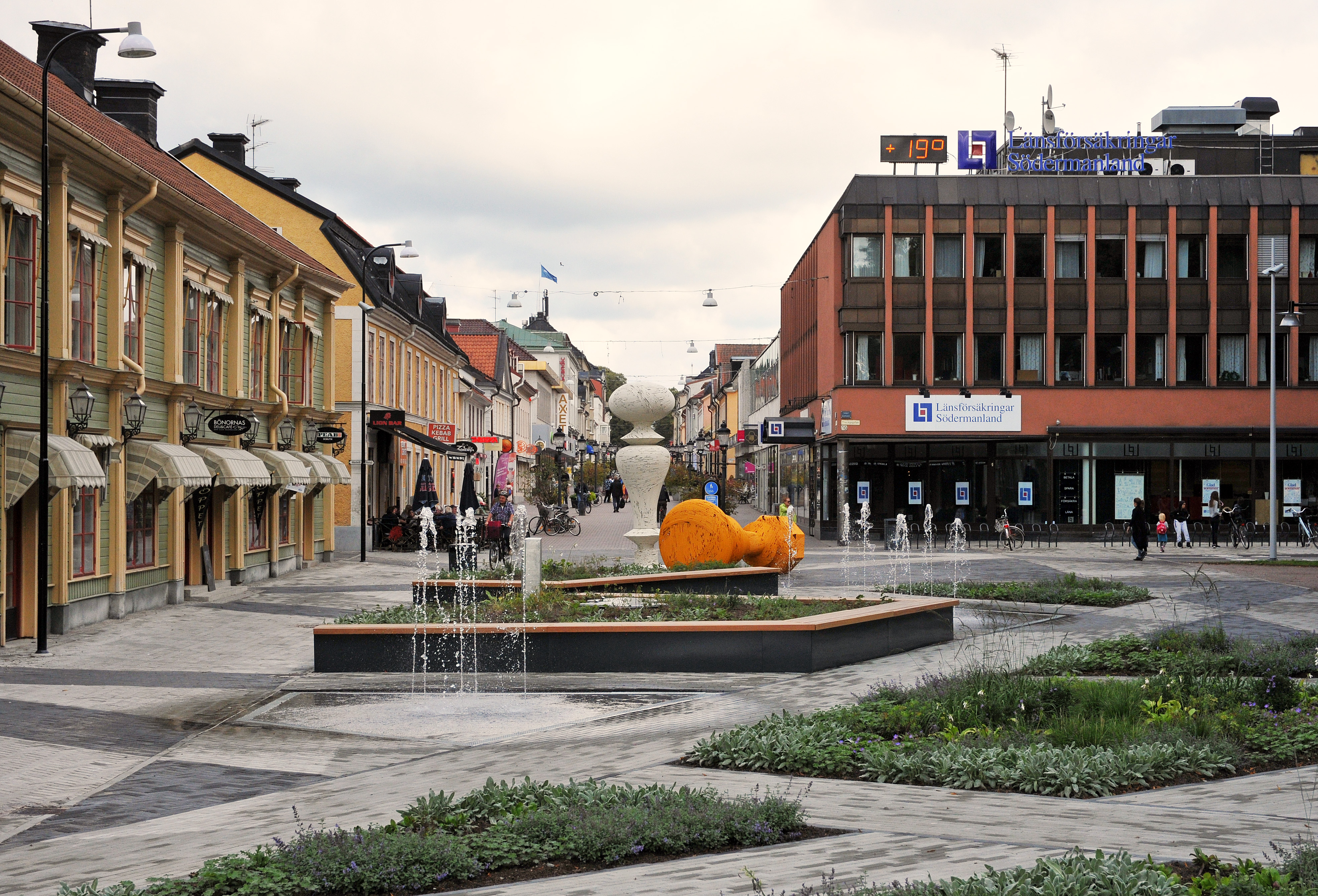
Nya Teatertorget.
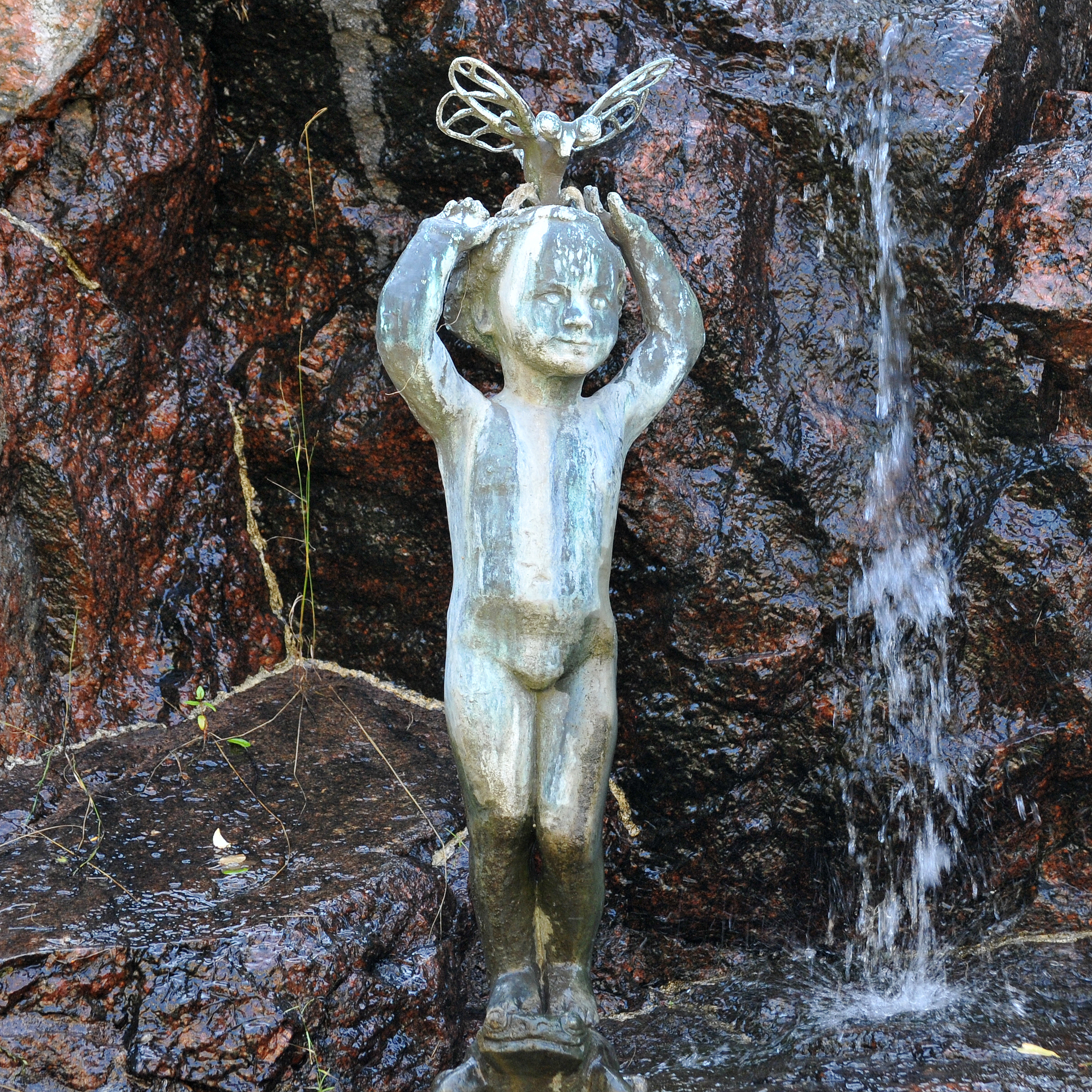
Stenblomman - Tummelisa av Åke Jönsson på Östra kyrkogatan.